# Parc d'Atraccions Tibidabo
El Parc d'Atraccions Tibidabo es troba a la muntanya del mateix nom, al vessant
barceloní de la serra de Collserola. Ocupa unes 70 hectàrees i és el més antic dels Països Catalans i d'Espanya, el segon més antic d'Europa i un dels més vells del món. Les atraccions originals estan catalogades com  a bé cultural d'interès local.

## Història
El parc d'atraccions va ser construït com un parc d'oci privat l'any 1899 pel farmacèutic Salvador Andreu i es va inaugurar el 29 d'octubre de 1901 juntament amb el Tramvia Blau i el Funicular, tot i que no va ser fins al 1905 que no van començar a funcionar les primeres atraccions, entre les quals destacaven les següents: els miralls, alguns telescopis i binocles per observar la ciutat, els primers autòmats, gronxadors, el Tir Flobert, jocs de bitlles i l'estació de coloms missatgers, entre d'altres. El negoci prosperava i unes dècades després van arribar el Carrousel, l'Avió, el Ferrocarril Aeri, la Talaia, el Castell Encantat i altres atraccions desaparegudes com el Telefèric, les Olles Voladores, el Tren Miniatura (rèplica del primer ferrocarril Barcelona-Mataró) i la Casa de les Sorpreses.
Durant els anys vinents el parc va prosperar i va anar creixent fins a la crisi del boom del SEAT 600. El popular cotxe va allunyar els barcelonins i les barcelonines del parc temàtic i durant uns anys va perdre afluència de visitants.
L'any 1988 l'empresari Javier de la Rosa compra el parc d'atraccions i hi afegeix un conjunt d'innovacions, entre les quals destaca el nou nom de la companyia que passà a gestionar-lo: Grand Tibidabo. El 1994, però, l'empresa fa fallida i l'any 2007 Javier de la Rosa és acusat de delictes d'apropiació indeguda continuada i contra la hisenda pública.
Després d'una llarga crisi econòmica i de gestió es van subhastar els terrenys del parc, i l'any 2000 van passar a ser propietat de l'empresa Chupa Chups, però l'Ajuntament de Barcelona els va adquirir definitivament després d'obtenir-los a través del dret de tanteig per 1091 milions de pessetes (6 milions i mig d'euros); i fins al 2023 van ser gestionats per Parc d'Atraccions Tibidabo S.A. (PATSA), filial de Barcelona de Serveis Municipals, que no va obtenir beneficis nets fins a l'exercici del 2006.
Rosa Ortiz Gimeno és la directora del parc d'atraccions del Tibidabo de Barcelona des del 2002 i durant més de dues dècades.Amb estudis a Esade, va començar a treballar a Barcelona de Serveis Municipals. El 2002, quan l'Ajuntament de Barcelona va passar a fer-se càrrec del parc d'atraccions del Tibidabo, en fou nomenada directora.
Des d'aquest fet el parc ha sofert diversos canvis rellevants, com el reobriment del Camí del Cel, la instal·lació de noves atraccions (el PNDØL, una nova muntanya russa, els nous Miramiralls, l'Edifici Cel...), la creació d'un club de socis (Tibiclub), millores d'accessibilitat i una renovació de l'entrada principal, entre d'altres.

## Divisió del parc
| Antiga divisió                                                             | equival a | Actual divisió |
| -------------------------------------------------------------------------- | --------- | -------------- |
| Barri de la Talaia - Barri de l'Avió - Barri de les Atraccionetes          | =         | Nivell 6       |
| Barri de la Muntanya Russa                                                 | =         | Nivell 5       |
| Barri dels Autos de Xoc                                                    | =         | Nivell 4       |
| Barri de l'Aladí                                                           | =         | Nivell 2       |
| Barri del Pirata - Barri de l'Hurakan - Barri del Bosc - Barri del Castell | =         | Nivell 1       |

## Atraccions per nivell

### Nivell 6: Àrea Panoràmica

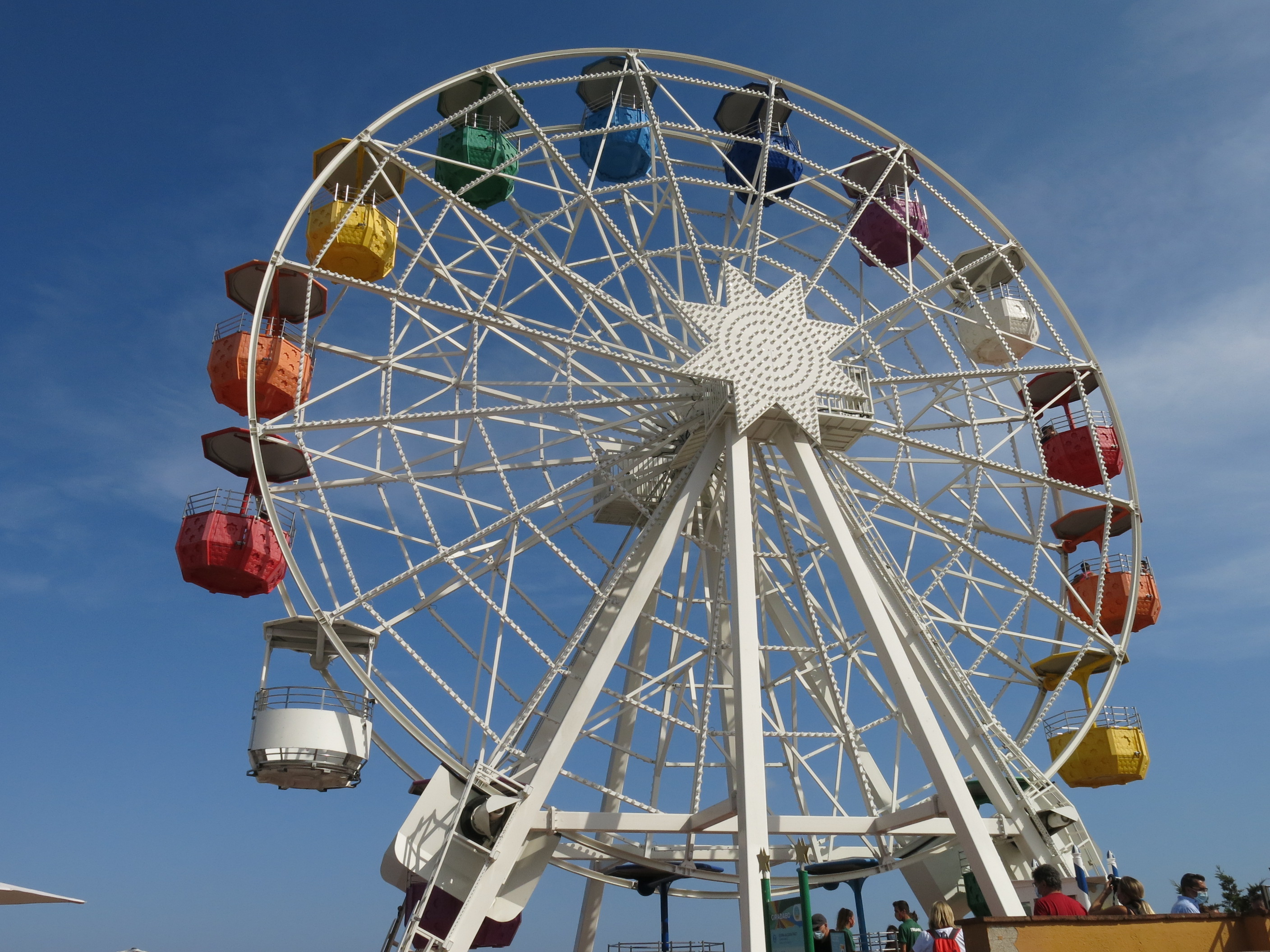
La roda Giradabo

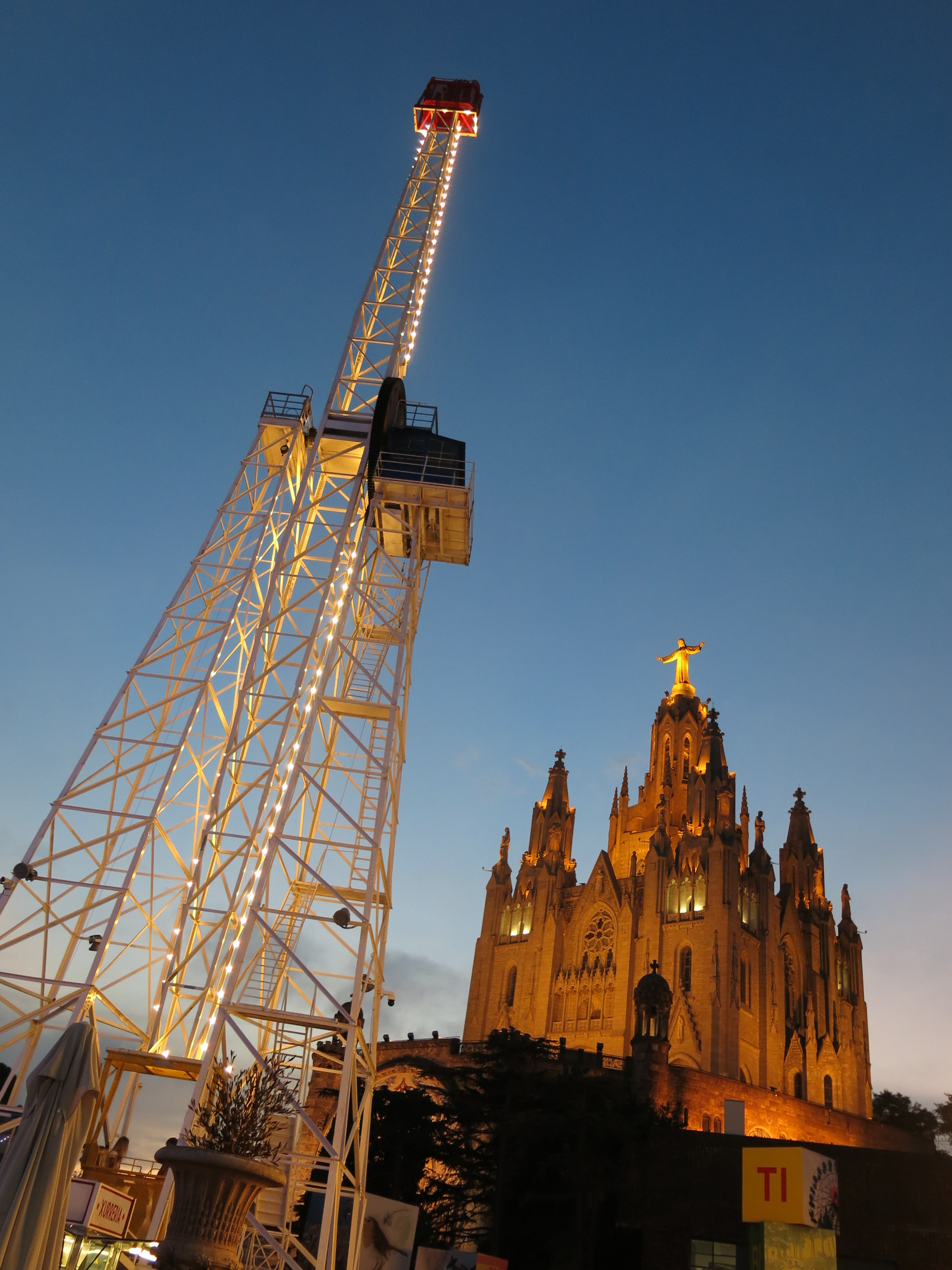
La Talaia, amb el Sagrat Cor al fons

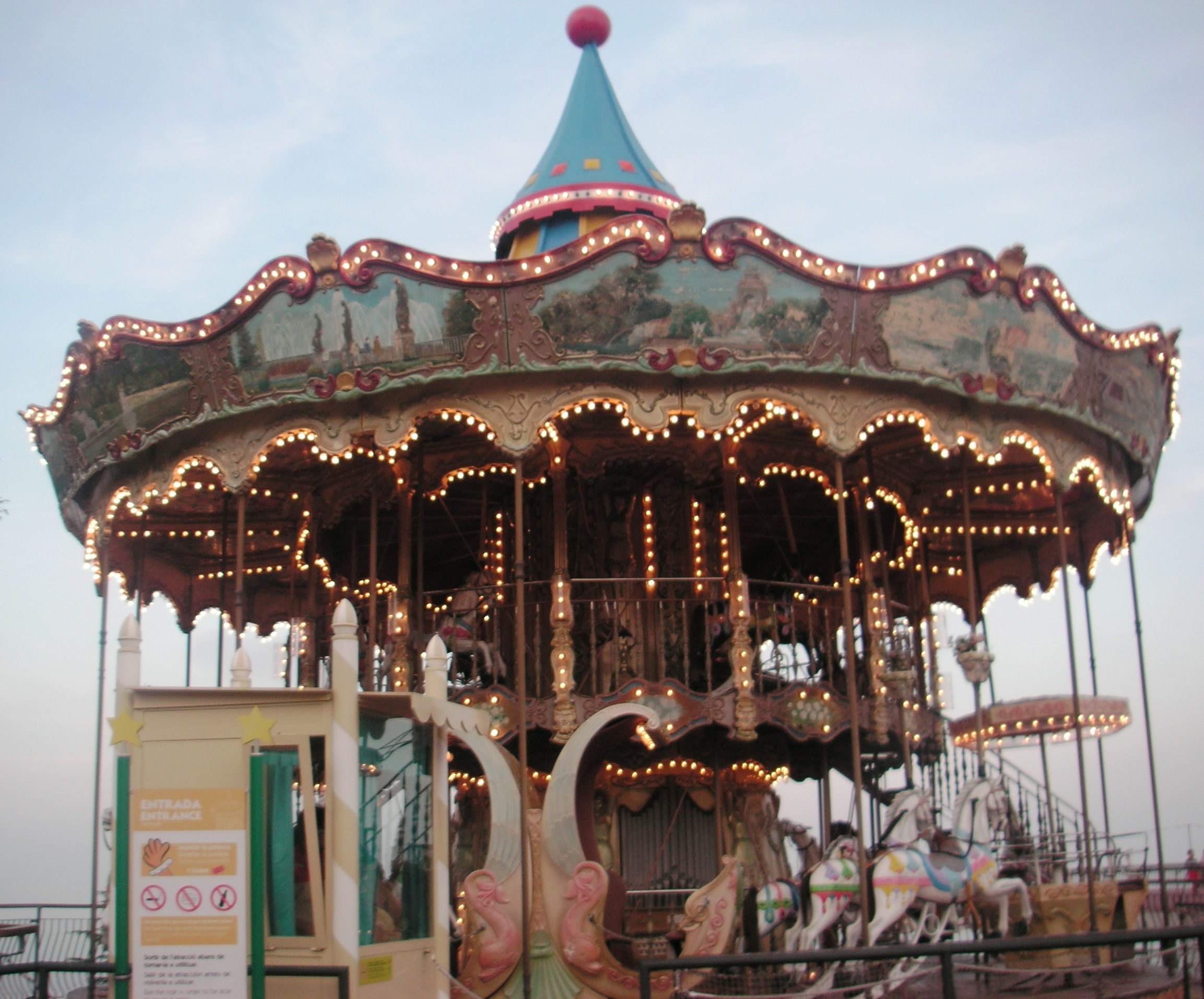
Situat a l'entrada del parc, el Carrousel és una de les atraccions clàssiques del recinte

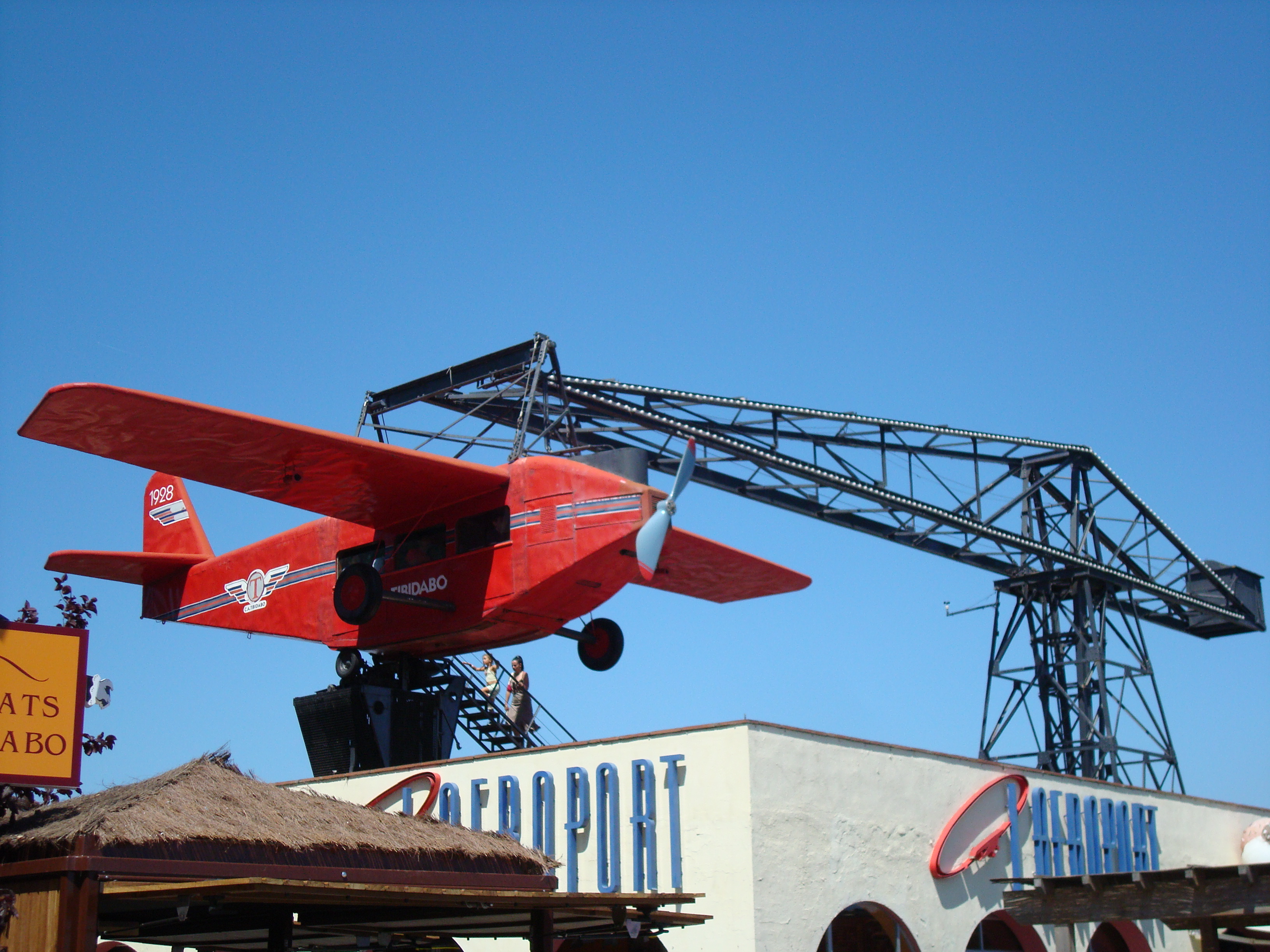
L'Avió, l'atracció més característica del parc d'atraccions i datada del 1928

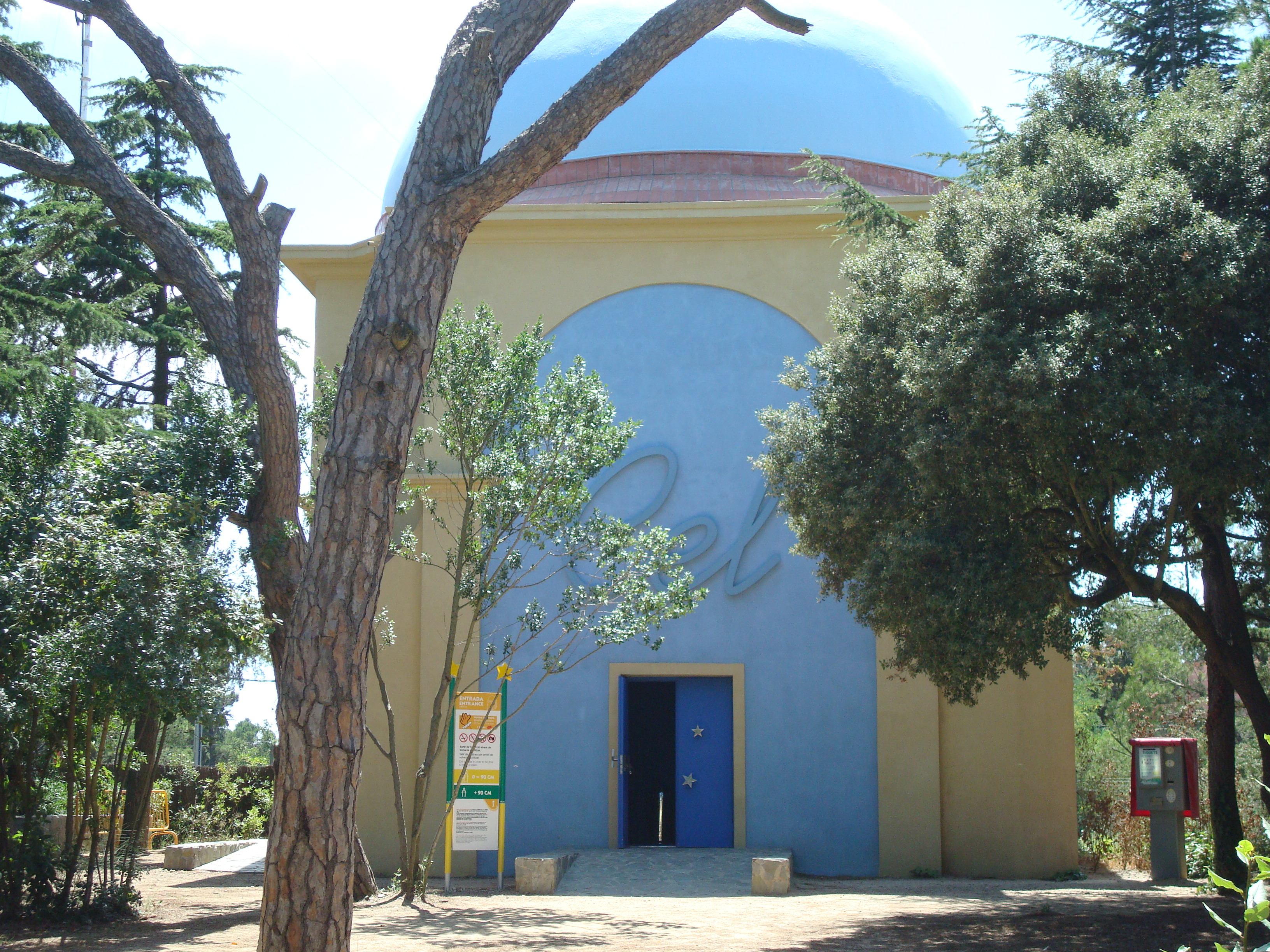
L'Edifici Cel projecta el reportatge "Tibidabo som tots"

Obert el 2007 i antigament anomenat "Cota 500", és un passeig de 535 metres que comprèn des de l'entrada principal fins a l'entrada del mirador on es pot observar el Gran Hotel la Florida, i on es troba un racó amb tres arcs, bancs de pedra, un medalló amb l'efígie de Salvador Andreu i una escultura d'una musa esculpits per Maria Llimona. Compta amb una zona de tobogans, i és un passeig amb abundants alzines i arbustos. Al llarg del recorregut es poden veure la Torre de les Aigües que abastava la zona del Tibidabo i el Pavelló Ràdio Barcelona (EAJ 1). A diferència de la resta del parc, el Camí del Cel és de lliure accés i està obert quasi tots els dies de l'any.
L'accés a aquestes atraccions, juntament amb el Museu d'Autòmats, ja és inclòs a l'entrada de tot el parc, tot i que també és possible comprar tiquets individuals per a gaudir individualment de les atraccions d'aquest espai.

Giradabo
Inaugurada en 2014, la nova roda de fira té 20 metres de diàmetre i 16 cistelles de colors diferents —una de les quals adaptada per a visitants amb mobilitat reduïda— i il·luminació nocturna amb llums LED de colors.

Talaia
Única al món i construïda el 1921 per Mateu i Tibidabo, la Talaia assoleix els 50 metres d'alçada arribant a una altura sobre el nivell del mar de 551 metres, des d'on es pot tenir una visió que en dies clars pot arribar fins a les Illes Balears. Un enorme engranatge fa pujar una cistella amb una capacitat màxima de sis persones. Originàriament se li van atribuir propietats curatives dient que si els nens amb tos ferina romanien uns minuts a aquella alçada s'arribaven curar.

Carrusel
El primer carrousel elèctric va ser instal·lat el 1910, però es va substituir per l'actual el 1989.
El Carrusel porta a tothom a un conte de fades i fantasia, envoltat d'un ambient d'època, és una de les atraccions clàssiques dels parcs d'atraccions.

L'Avió
Inaugurat el 23 de setembre de 1928 i anomenat Tibi-air durant uns anys, és un avió real del mateix model que va fer el primer viatge des de Barcelona fins a Madrid. Fou construït per Talleres Estrada de Sarrià i Suministro de Construcciones Metálicas Hijo de Miquel Mateu, i s'impulsa mitjançant la seva pròpia hèlix, que desenvolupa fins a 750 revolucions per minut mitjançant un motor elèctric. La millora dels sistemes de seguretat ha fet que amb el temps incorpori elements com un sistema de frens, que no ha alterat el guiament manual, i que la desacceleració es dugui a terme invertint el sentit de rotació de l'hèlix. La distància que ha recorregut des de la seva inauguració és equivalent a més de quinze voltes al món. El seu interior és d'època i conserva elements originals com l'estació radiotelefònica. Podria ser considerada l'atracció més emblemàtica, ja que forma part del logotip del parc.

Tasses
Aquesta atracció familiar consta de sis seients circulars en forma de tassa i permet un moviment de rotació sobre si mateix gràcies a un volant central.
Una atracció per a tota la família, situada a l'Àrea Panoràmica del Parc. Persones adultes i infants podreu gaudir conjuntament en aquesta atracció.

Rio Grande
Es tracta d'un tren familiar de tres vagons i una locomotora que recorre un petit circuit ambientat en l'oest americà.

Pony Rodeo
El Pony Rodeo és un trenet infantil en forma de diligència, amb cavalls i carrosses, que com el Rio Grande realitza un petit viatge ambientat en l'oest americà, però en aquest cas només hi poden pujar els i les visitants menors de 140 cm.

Fonts d'aigua interactives
Un espai de joc amb efectes de llum, so i colors per a tota la família, d'accés lliure. Les fonts d’aigua interactives estan situades als voltants de l’Edifici Cel, a l'Àrea Panoràmica del Parc, amb l’objectiu de dinamitzar l’entorn i oferir als visitants noves activitats. Aquesta nova àrea de jocs d’aigua té aproximadament 50 brolladors repartits en 300 m² de pavimentació de pedra natural que alternen diferents efectes de llum, so i colors.

Edifici Cel
Datat dels anys 20, el Pavelló Cúpula es va reobrir al públic l'any 2008 després d'una llarga rehabilitació amb el nom d'Edifici Cel. És una sala amb un aforament de 60 persones on es projecta el documental Tibidabo som tots, de 12 minuts de durada, que explica els més de 100 anys de la història del Tibidabo vinculant-lo amb la història de Barcelona.

### Nivell 5

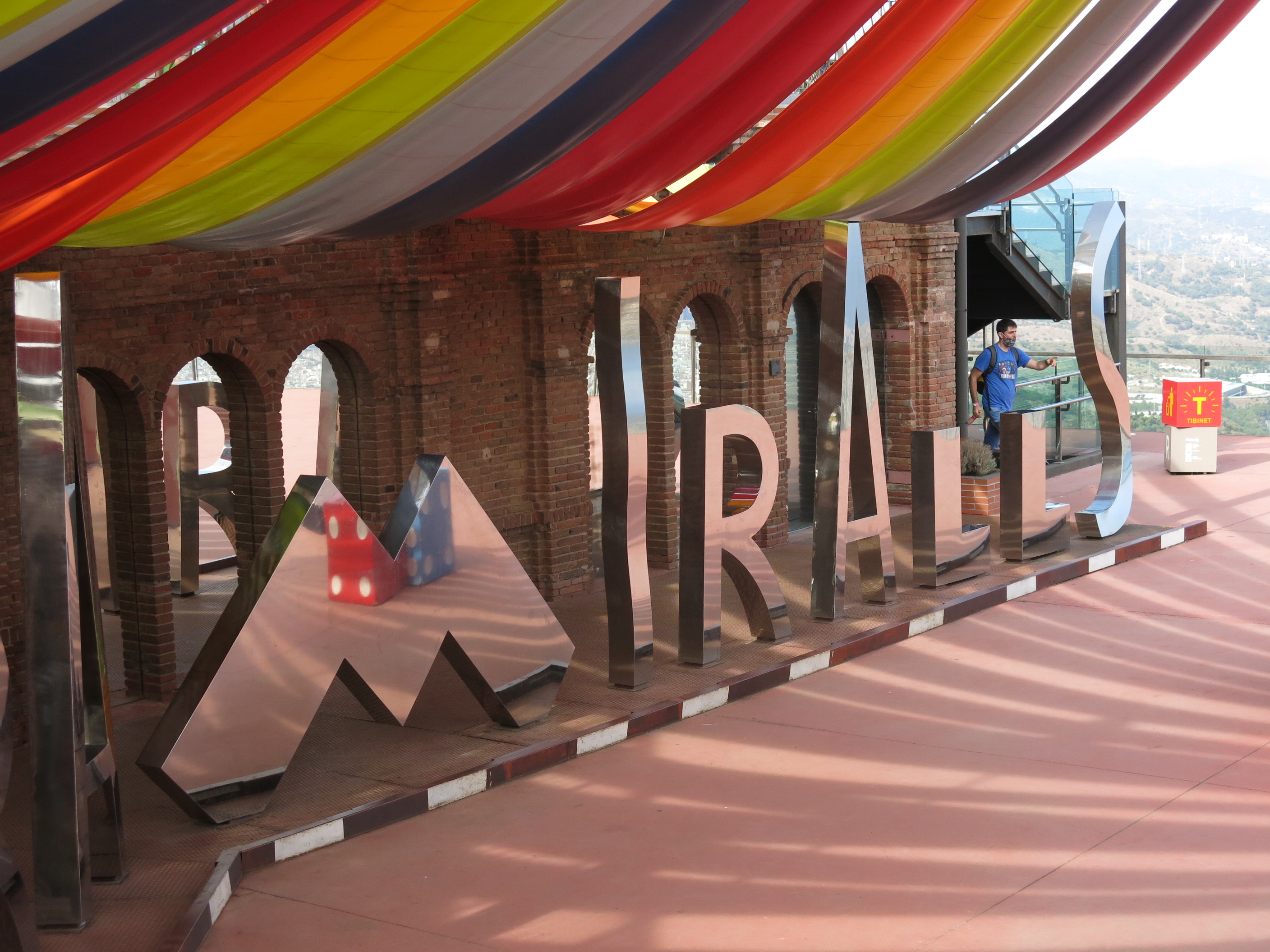
Miramiralls

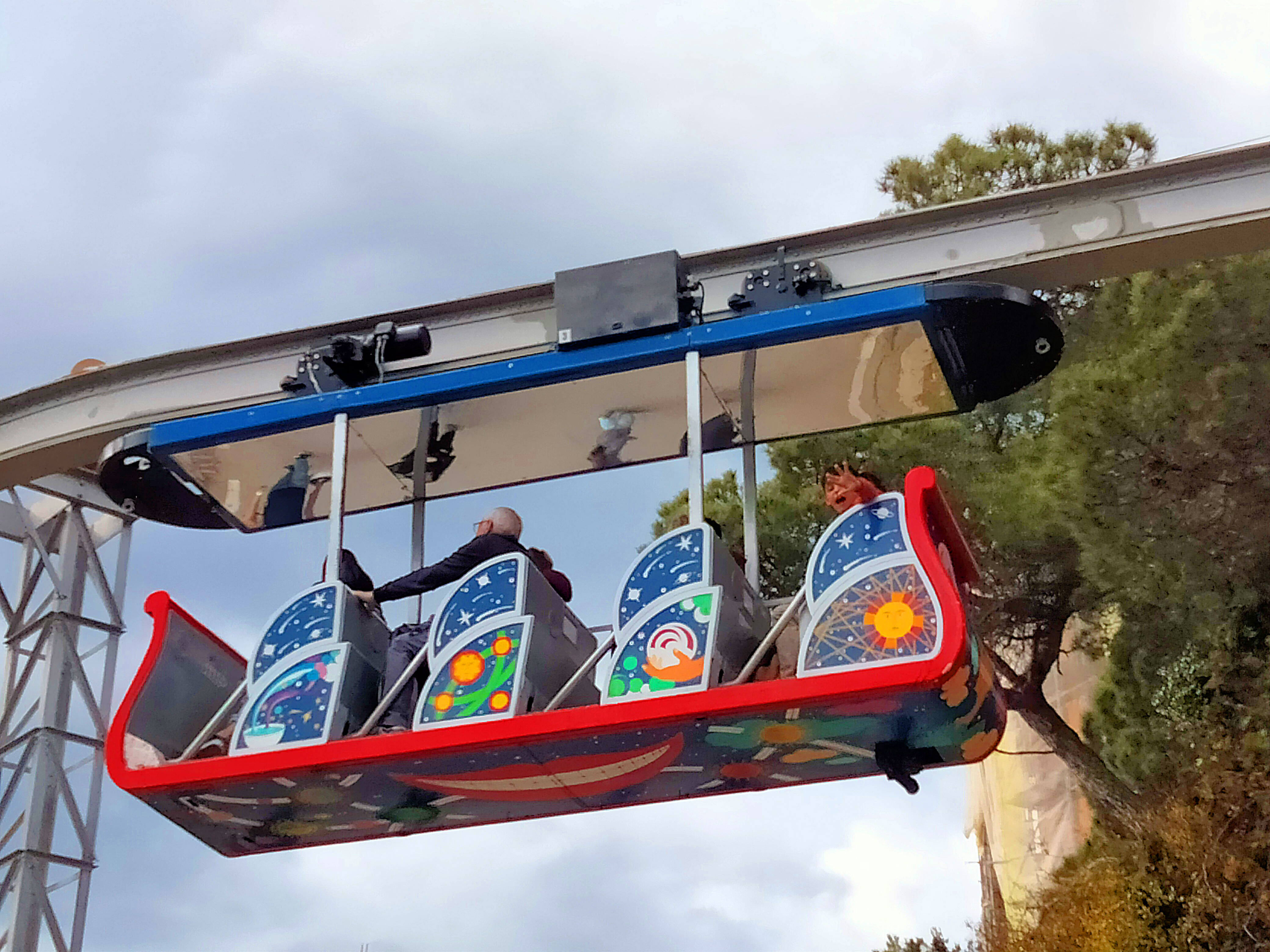
Vagoneta de l'Embruixabruixes

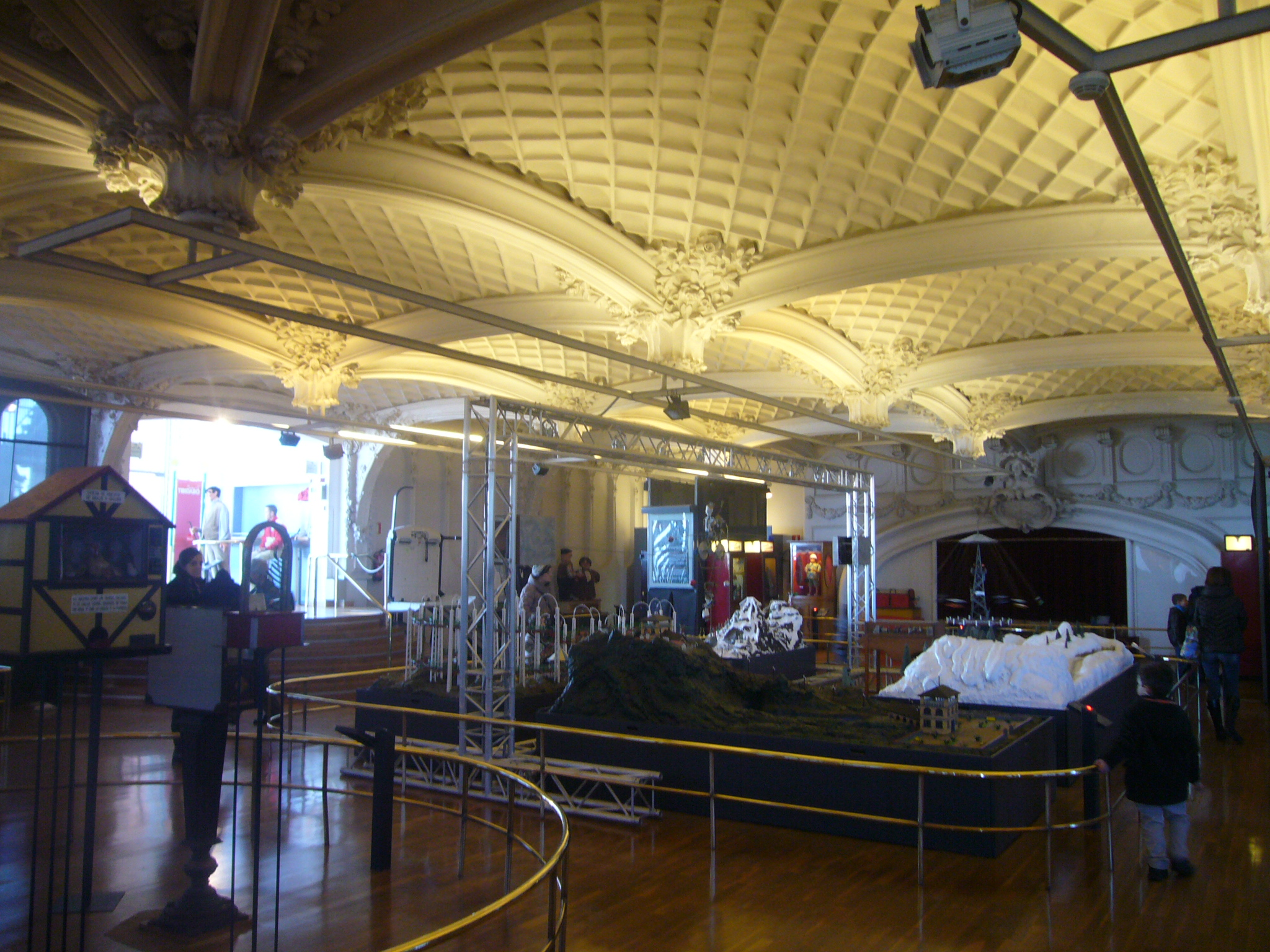
Vista del Museu d'Autòmats

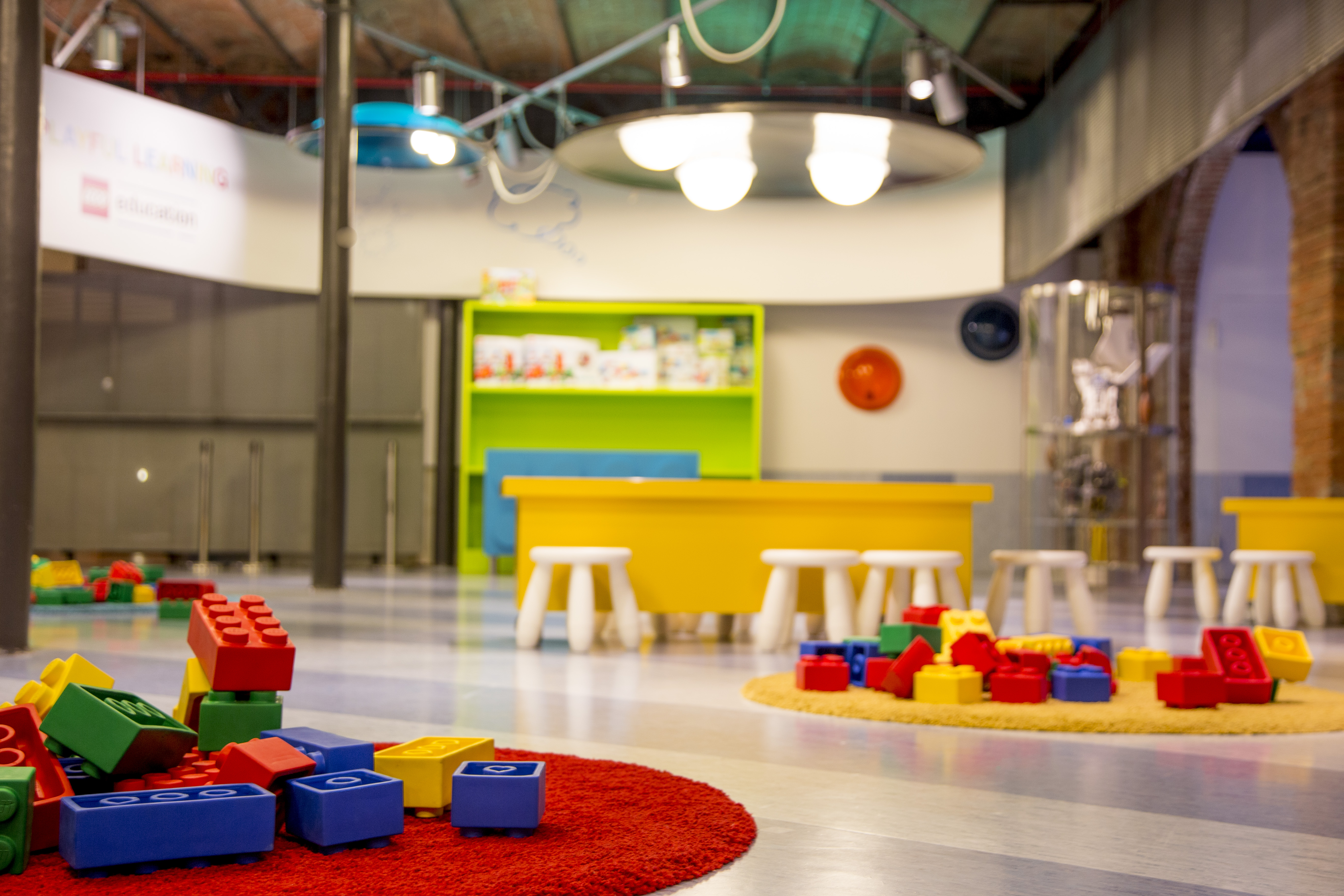
CreaTibi by LEGO® Education

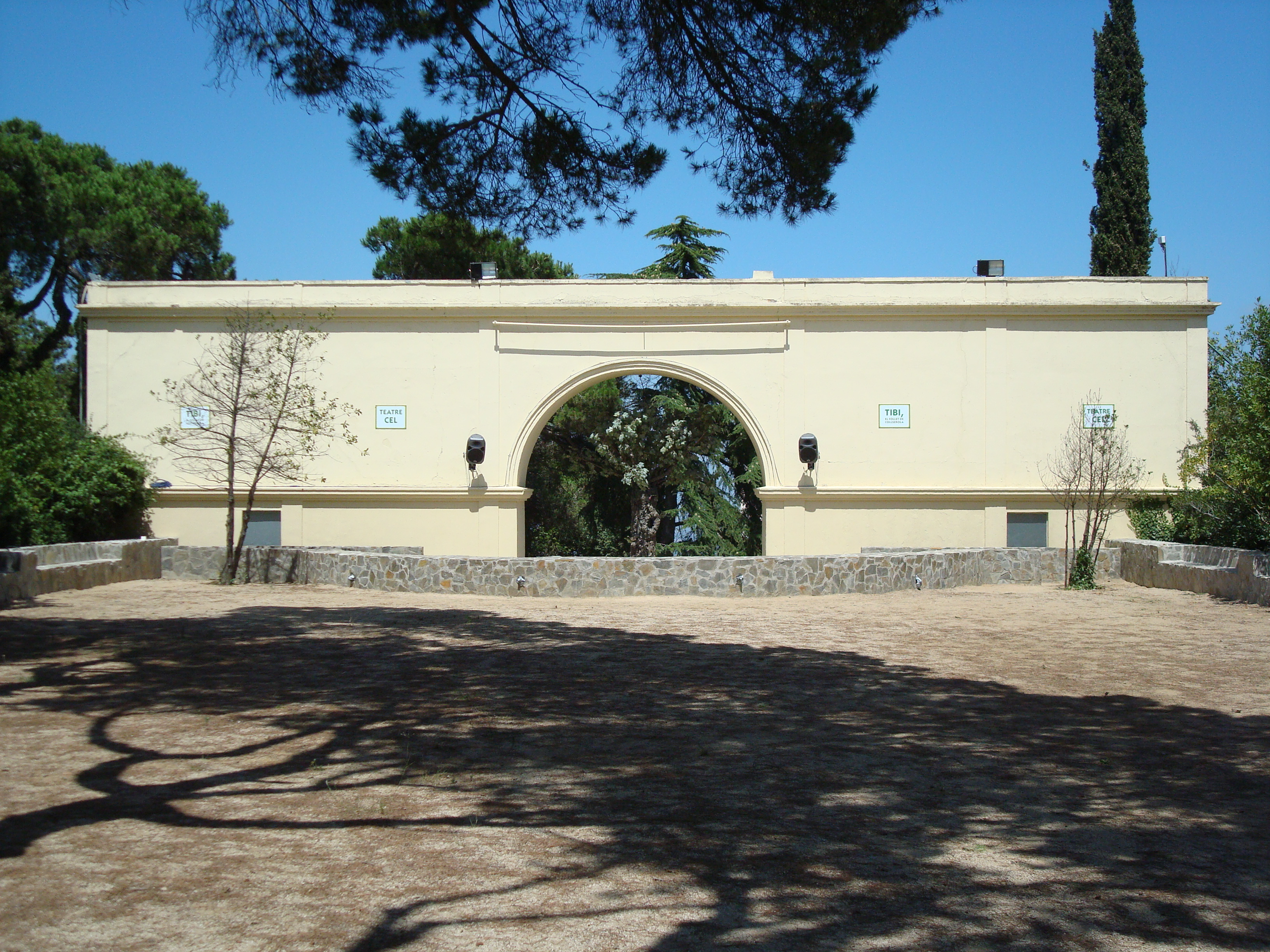
El Marionetarium ofereix espectacles per als més petits

Antigament situats sota l'Hotel Krüeger, i després de diferents ubicacions al parc, van ser renovats el 2008 i es troben al nivell 5 del parc. Es tracta d'un recorregut amb un seguit d'escenes amb miralls que produeixen efectes especials i deformadors mitjançant llum làser i lents, entre d'altres.
Redescobreix la sala dels miralls de sempre amb efectes visuals com transformacions i calidoscopis que formen 13 escenes plenes d'il·lusions, diversió i somriures.
L'Embruixabruixes
És l'atracció més antiga que es conserva. Aquest tren monocarril penjat va ser inaugurat el 1915 a partir d'un projecte de l'enginyer en cap del parc Marià Rubió i Bellver. Al principi s'anomenava Ferrocarril Aeri, després va passar a dir-se Aeromagic, i finalment, després d'unes reformes durant l'any 2005, se li va donar el nom del Magatzem de les bruixes i bruixots. El 1980 la instal·lació va ser automatitzada i es va prescindir de la figura del conductor de cada vagó. Posteriorment es va renovar tres vegades: l'any 1991, 2005 i el 2016 que es la versió actual. El viatge comença sortint al buit i continua amb un recorregut pel sud-oest del parc i per dos túnels amb decorats sobre màgia i efectes especials de llum, so i olors.
Museu d'Autòmats
Va ser inaugurat el 1982, però al Tibidabo hi ha autòmats des del 1901. Forma part del catàleg de museus de la ciutat i de la Ruta del Modernisme de Barcelona. El formen una cinquantena de peces d'arreu del món, la més antiga de les quals és El Pallasso Mandolinista, datat del 1880. El museu es troba dins un antic teatre de l'any 1909 i és el més important del món en aquesta especialitat, alhora que és un dels pocs on es poden veure funcionar els autòmats contínuament. Entre tots els models, podem trobar ninots que funcionaven amb monedes i que es podien veure a fires d'arreu d'Europa, o alguns jocs i joguines mecànics amb què es distreien els infants en altres èpoques. Ara, però, no cal disposar de monedes per fer funcionar les màquines, senzillament s'ha de prémer un botó.
La Majoria d'autòmats segueixen una temàtica i una estètica ambientada al circ. Però algun dels autòmats exposats, poden cridar l'atenció per ser diferents de la resta. Per exemple hi ha dues peces que mostren l'execució d'una persona. Un utilitza el sistema de la guillotina francesa, l'altre utilitza una forca i representa l'execució del Dr. Hawley Harvey Crippen.
L'última adquisició del parc va ser l'autòmat «Els germans Gaüs o l'equilibri del món», de 2005, disseny i construcció de Lluís Ribas, conservador del museu.
En els últims anys s'ha dut a terme un intens programa de restauració dels sistemes mecànics originals, d'una extremada complexitat. Una de les últimes peces incorporades és "Els Germans Gaüs" o "L'equilibri del Món", un autòmat modern que va ser finalista a l'exposició universal d'Aichi al Japó.
A més d'autòmats, al museu estan exposats uns diorames o maquetes de temàtica amb la del parc d'atraccions. Aquests també funcionen prement un botó.
Entre les maquetes destaquen: l'Estació d'Esquí (1951) construïda als tallers del Tibidabo, amb els seus patinadors o amb el telecadira funcionant; La muntanya russa d'un parc d'atraccions (també obra dels mateixos tallers); una sínia doble amb avions en la seva part superior (Magic Wheels) d'autor desconegut; una representació del parc en miniatura.
L'any 1954 Walt Disney va visitar el parc i va quedar encisat amb els autòmats, fins a tal punt, que va oferir un xec en blanc a l'empresa per a comprar-los, ja que tenia intenció d'instal·lar-los, en el parc de Disneyland a California però la direcció de parc no va acceptar.

Interactibi
Un simulador que entrellaça la tecnologia amb l’habilitat i l’enginy dels seus usuaris. Aquest joc ofereix una experiència única i plena d’aventures amb gràfics 3D d’avantguarda i efectes visuals als seus usuaris mentre interactuen amb un joc virtual amb l’objectiu d’aconseguir la puntuació més gran.

CreaTibi by LEGO® Education
Situat al costat de l'entrada de l'Embruixabruixes, CreaTibi by LEGO Education és un espai educatiu i de lleure on les nenes i nens poden jugar i aprendre fent construccions amb les tradicionals peces LEGO.També s'ofereixen tallers educatius per a 3 franges d'edat: de 3 a 5 anys, de 6 a 8 i de 9 a 12 anys.
CreaTibi Robotics
Sala complementària del CreaTibi by LEGO Education, situada al costat de la Cafeteria Somnis. És un espai de robòtica educativa amb noves activitats molt concretes amb diverses plataformes robòtiques programables.

Marionetarium (espectacle)
La primera construcció d'un teatre de titelles al Tibidabo data del 1907. El 1951 es va construir una instal·lació de teatre de marionetes molt complet que, tot i l'èxit de crítica obtingut, va tancar el 1954. Finalment, el juliol de 1996 es va inaugurar el Marionetarium, que té doble funció: creativa i de preservació patrimonial. El Marionetarium consisteix en un teatre i sala d'exposició de marionetes on es duen a terme demostracions de manipulació a través d'un espectacle anomenat “Paraules per a Julio”, en què es presenta la recuperació d'una tècnica originària: el pont de manipulació. També és visible el taller on es duu a terme la formació i consolidació d'aquest ofici a més de crear titelles de cara a futurs espectacles. D'altra banda, es guarda i restaura el fons documental i marionetes dels Vienesos, i la col·lecció completa de marionetes d'Herta Frankel, amb els personatges televisius que s'exposen parcialment al públic.

### Nivell 4
Crash Cars

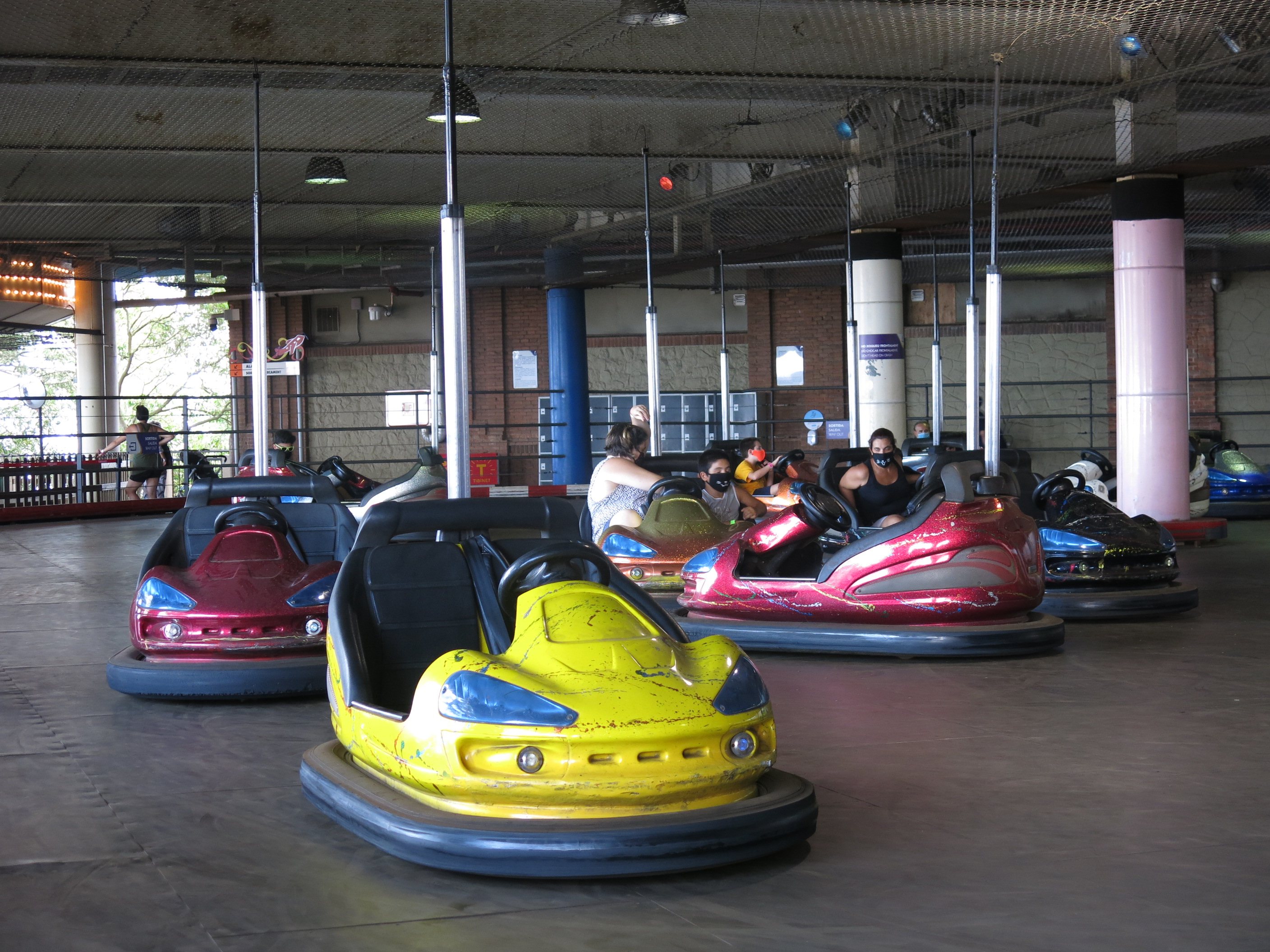
Els Crash Cars, pista d'autos de xoc

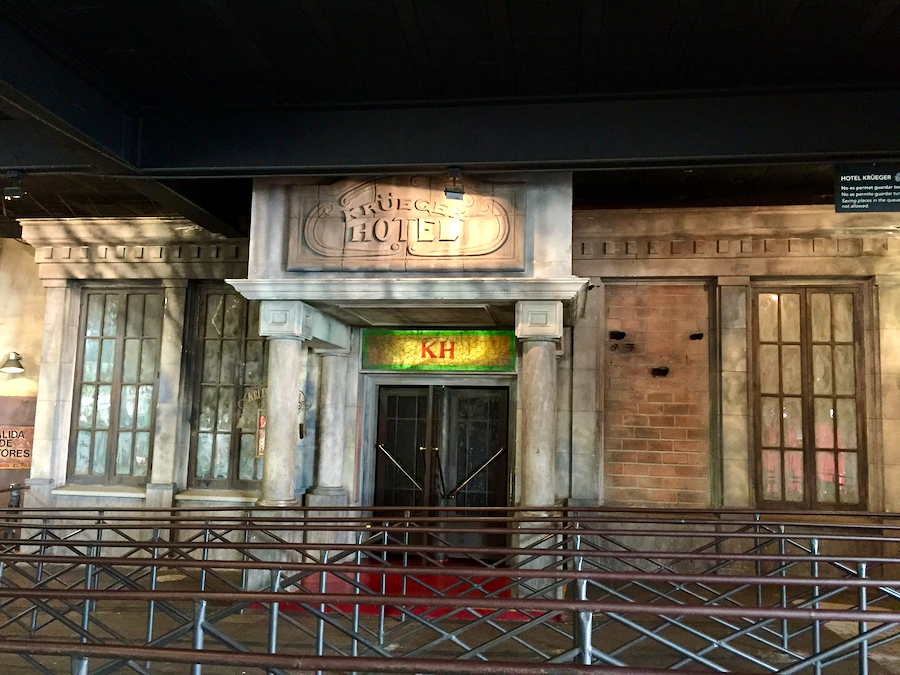
Entrada a l'Hotel Krüeger

Pista d'autos de xoc formada per 30 vehicles de colors diferents. Ocupa la major part de l'àrea pública del nivell.
Hotel Krüeger (espectacle)
L'Hotel Krüeger, un dels espectacles de terror europeus més reconegut, consisteix en un recorregut que endinsa al visitant dins un hotel on el sorprendran diferents personatges de pel·lícules de terror. L'espectacle sol ser en llengua castellana, però a l'inici del recorregut, depenent de la procedència dels visitants, la introducció pot ser en castellà, català, anglès, francès o alemany.

### Nivell 3
A aquest nivell s'hi troben els serveis tècnics necessaris perquè el parc funcioni correctament. No és accessible al públic.

### Nivell 2
Dididado

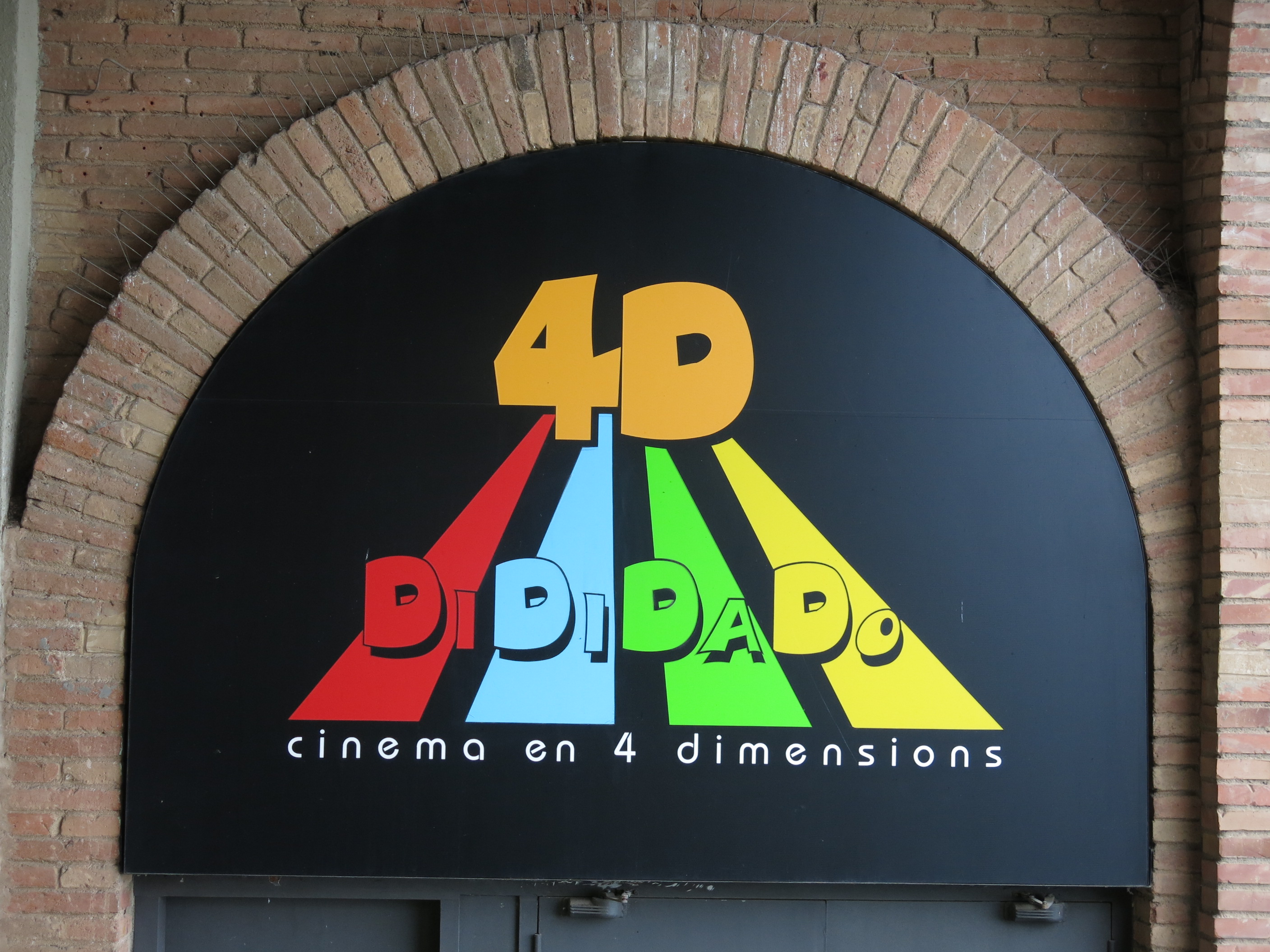
Entrada al Dididado, cinema 4D

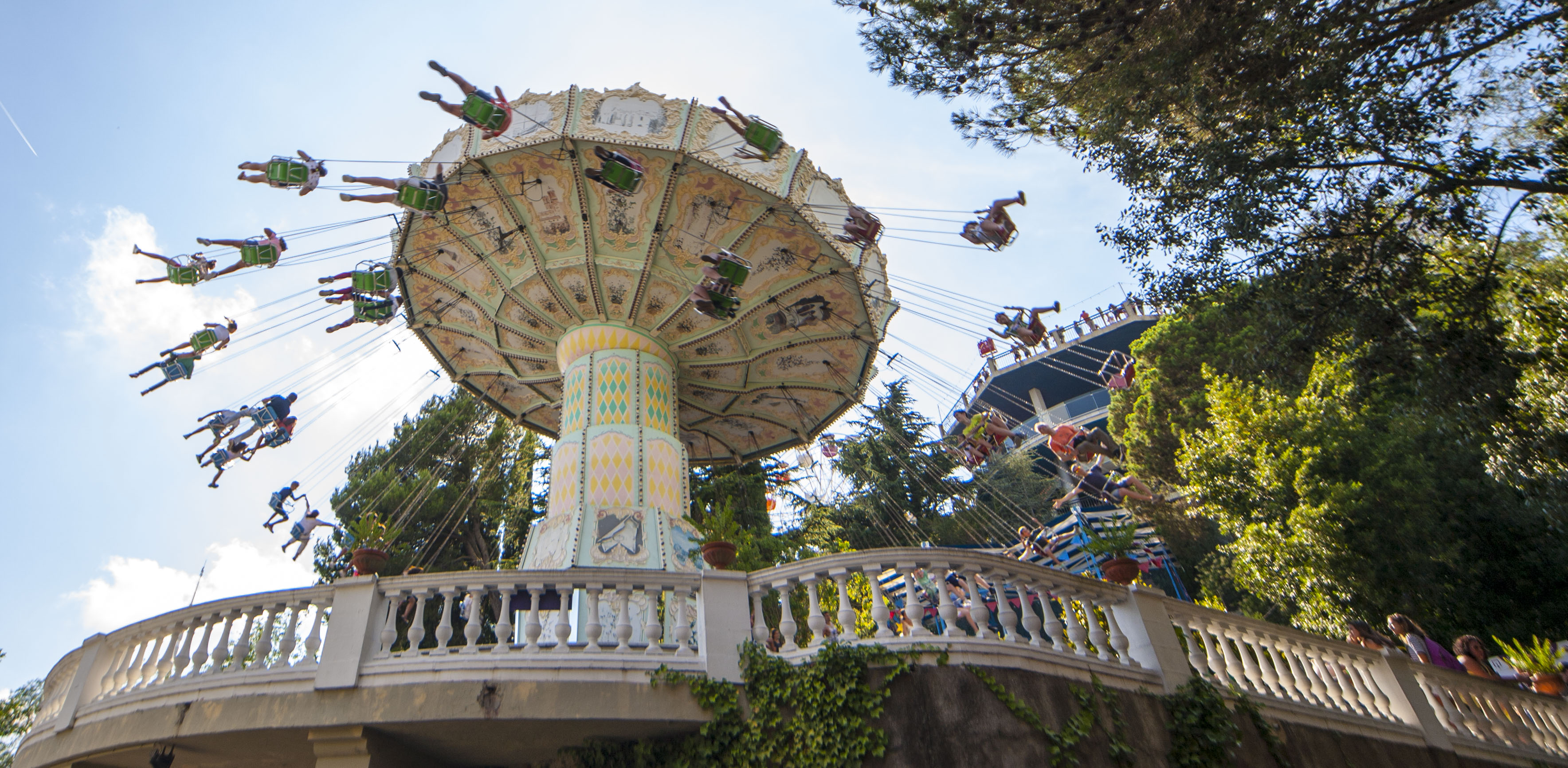
Les cadires voladores del Diavolo

El Dididado és un cinema 4D inaugurat el 5 de juliol del 2007, el primer a Catalunya d'aquestes característiques. Situat sota l'Hotel Krüeger i ocupant l'espai dels antics Miralls, el formen dues sales, la primera de les quals està dotada d'una pantalla de més de 3x2 metres que projecta una introducció del curtmetratge així com les normes d'ús del cinema. I la sala pròpia de projecció, on es troba la pantalla de més de 8x5 metres, que rep la imatge de 2 projectors que donen una definició digital HDI de 1920x1080 píxels, i que disposa d'un aforament de 72 seients (288 persones per hora). Els curtmetratges projectats ofereixen diferents sensacions sensorials, com moviment, aigua i vent, entre d'altres, i tenen una durada aproximada d'entre 10 i 15 minuts. La construcció d'aquesta atracció va comportar una inversió de 800.000 €.
- Temporada 2024: Meg and the lost scepter i Sleight Ride per Nadal.
- Temporada 2023: Meg and the lost scepter i Wanted Alive.
- Temporada 2022: Max Adventures i Voyage To The Moon. Winter Wonderland només al Nadal.
- Temporada 2021: Voyage to the moon.
- Temporada 2019: Ocells i Retorn al món perdut. The Time Carousel per Nadal.
- Temporada 2018: Puja'm a la lluna i La recerca dels cavallers. El Petit Príncep per Nadal.

- Temporada 2017: Happy Family i The Time Carousel.
- Temporada 2016: La Mansió Encantada i El Món Perdut. El Petit Príncep per Nadal.
- Temporada 2015: Happy Feet i Looney Tunes a primavera. Happy Feet i Rio a l'estiu i a la tardor. Polar Express al Nadal.
- Temporada 2014: El Bo, el Dolent i un Cavall i 20.000 Llegües de Viatge Submarí. El Petit Príncep per Nadal.
- Temporada 2013: Elvis Rocks i Sonic: Night of the Werehog. Sleigh Ride per Nadal.
- Temporada 2012: Robin Hood i Dràcula. Sleigh Ride per Nadal.
- Temporada 2011: El Museu dels Pirates
- Temporada 2010: Puja'm a la Lluna
- Temporada 2008: Jett & Jin
- Temporada 2007: La Mina Encantada i La Casa Encantada

Alaska
És un curt recorregut d'aigua amb una petita baixada destinada al públic infantil i ambientada en el pol nord.

Diavolo
Les cadires voladores o Diavolo van ser fabricades per la companyia alemanya Zierer, que van substituir les atraccions d'aquest tipus existents des del 1953 fins al 1967. Combina el moviment de gir amb el de l'elevació de l'eix, fent volar unes 50 cadires a gran velocitat i proporcionant una sensació de vol lliure. L'any 2006 s'hi van incorporar cadires dobles.

Llits Elàstics
Ambientats com si es tractés d’un circ, salta fins a tocar els núvols amb els llits elàstics. Atracció enfocada a nenes i nens menors de 140 cm.

Amb el record del seu germà gran, l'Hurakan, aquesta atracció de tipus góndola vol fer gaudir als més petits amb una sensació de vertigen,

### Nivell 1
El Castell dels Contes

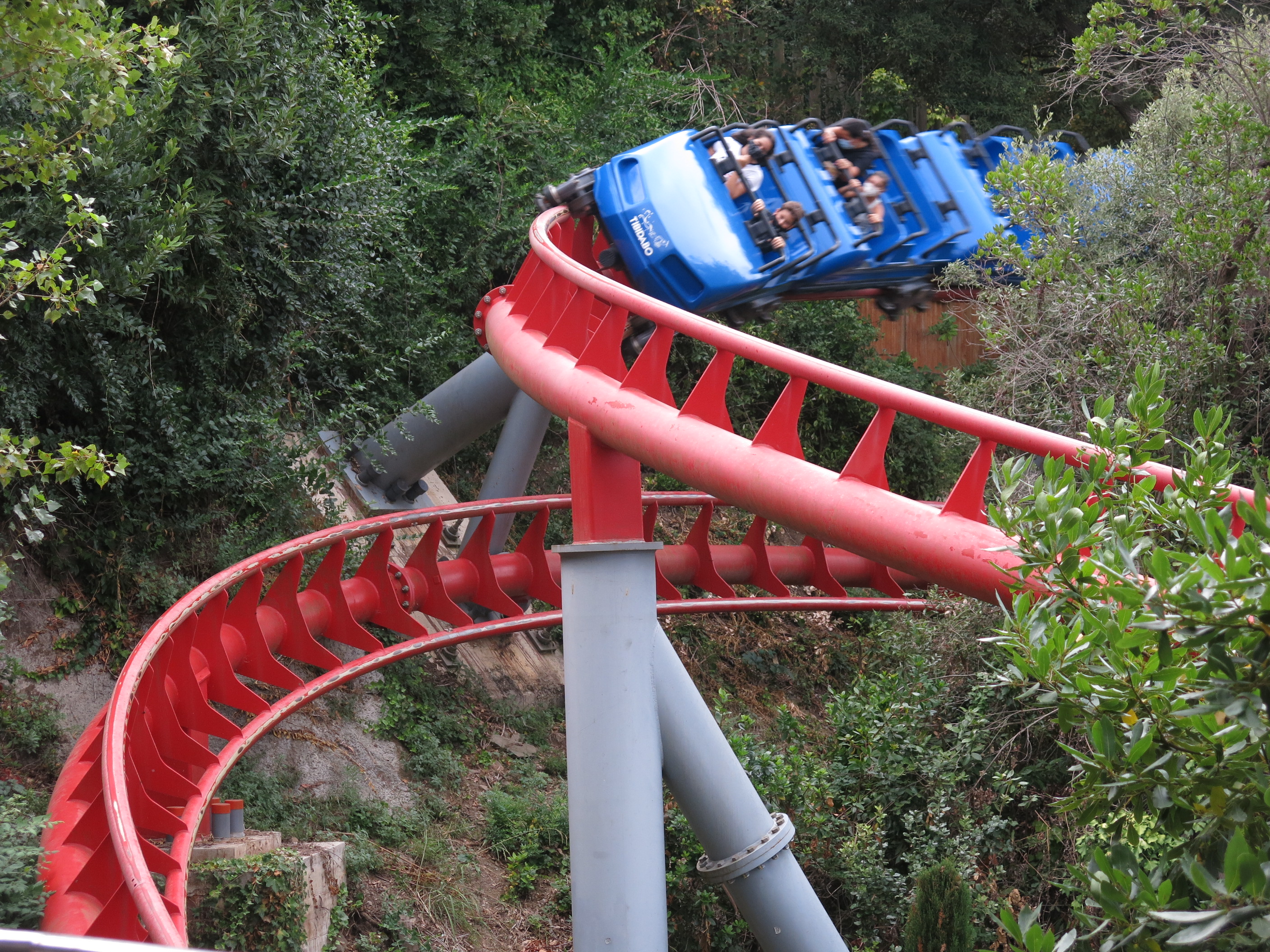
La nova Muntanya Russa

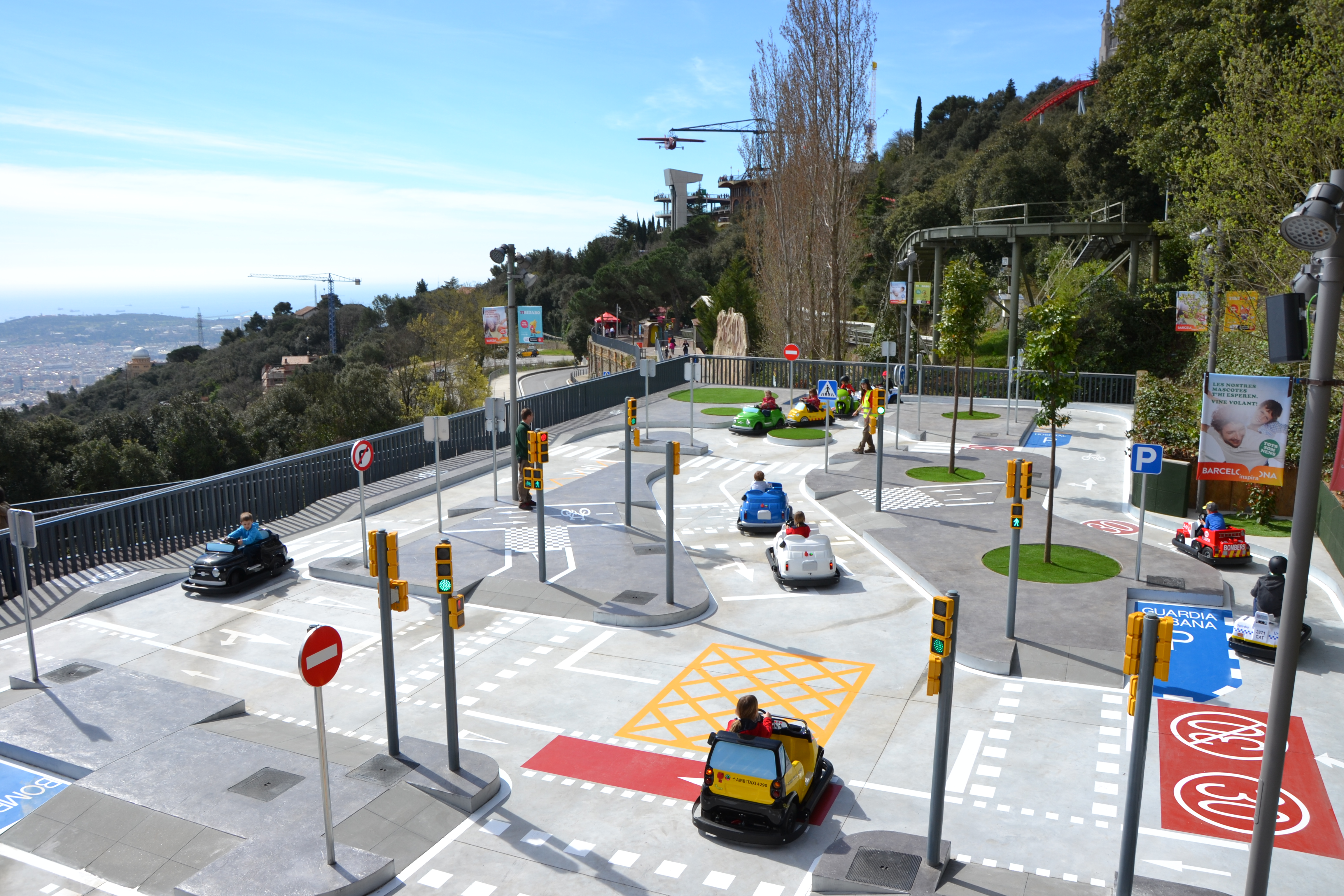
TibiCity, escola de conducció i mobilitat

És una gran estructura de tres pisos on a través d'una ruta es veuen personatges i situacions dels contes tradicionals.
Es va inaugurar el 10 de novembre del 2018. Es tracta de la reconversió de l'antic Castell Misteriós, atracció que funcionava al Parc des de 1955

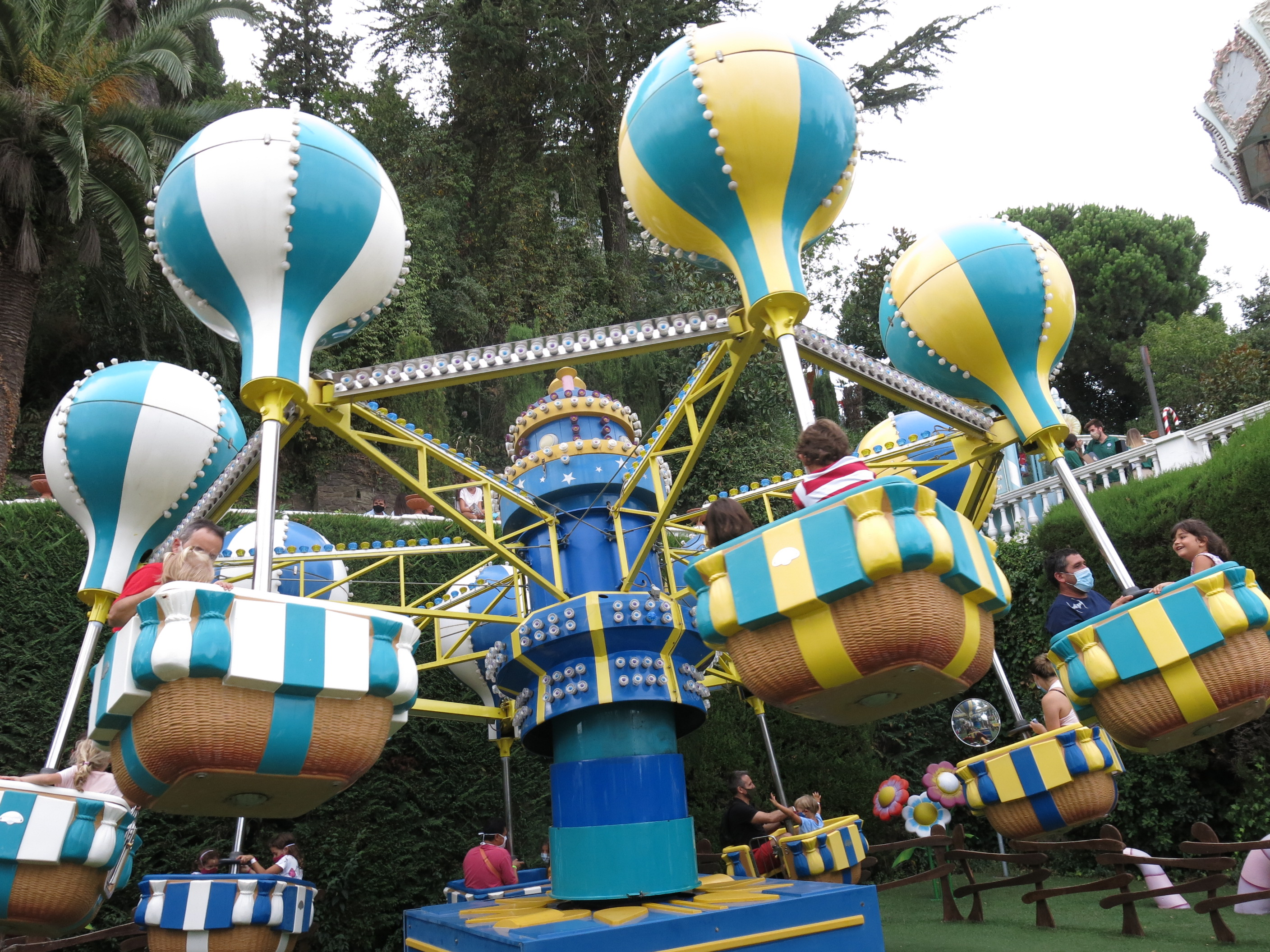
Els Globus
Els Globus és una atracció formada per vuit grans cistelles en forma de globus aerostàtics que realitzen un recorregut circular. Són aptes per a tots els públics, i estan ubicats a sota del Diavolo, al costat de l'entrada de l'aparcament. Tenen una capacitat de 32 persones per viatge, cadascuna dotada de 80 punts de llum.
Piratta
Un gronxador amb aspecte de vaixell pirata i amb un aforament de 42 persones, que s'eleva fins a 12 metres produint un balanceig de gairebé 180°. Va ser una de les atraccions estrella al posar-se en marxa el 1989.
La Granota
Viking
Actualment fora de servei.
Tchu Tchu Tren
Muntanya Russa
Construïda per l'empresa neerlandesa Vekoma, la nova muntanya russa es va inaugurar el 23 de desembre del 2008. Es tracta d'una muntanya russa que recorre 718 metres en 84 segons i el seu punt més alt és 522 metres per sobre del nivell del mar.
La Mina d'Or
Canal d'aigua d'uns 300 metres i dues baixades ubicada al nivell inferior del parc, entre Muntanya Russa i TibiCity. Consta de nou troncs amb capacitat de quatre passatgers cadascun.
TibiCity
Escola de conducció i mobilitat.
Virtual Express
És una muntanya russa fabricada per l'empresa Zamperla i oberta el 1990 que consta d'un tren amb 10 vagons que assoleix els 45 km/h. El recorregut, que té un parell de fortes sotragades, comença i acaba en una estació de l'Oest americà. L'estació, tota de fusta, té una gran zona de restauració, envoltada d'arbres i amb vistes a la ciutat.

#### Merlí
Atracció de caiguda lliure de 52 metres d'alçada i capacitat per a 24 persones, estrenada al 2024.

## Mascotes

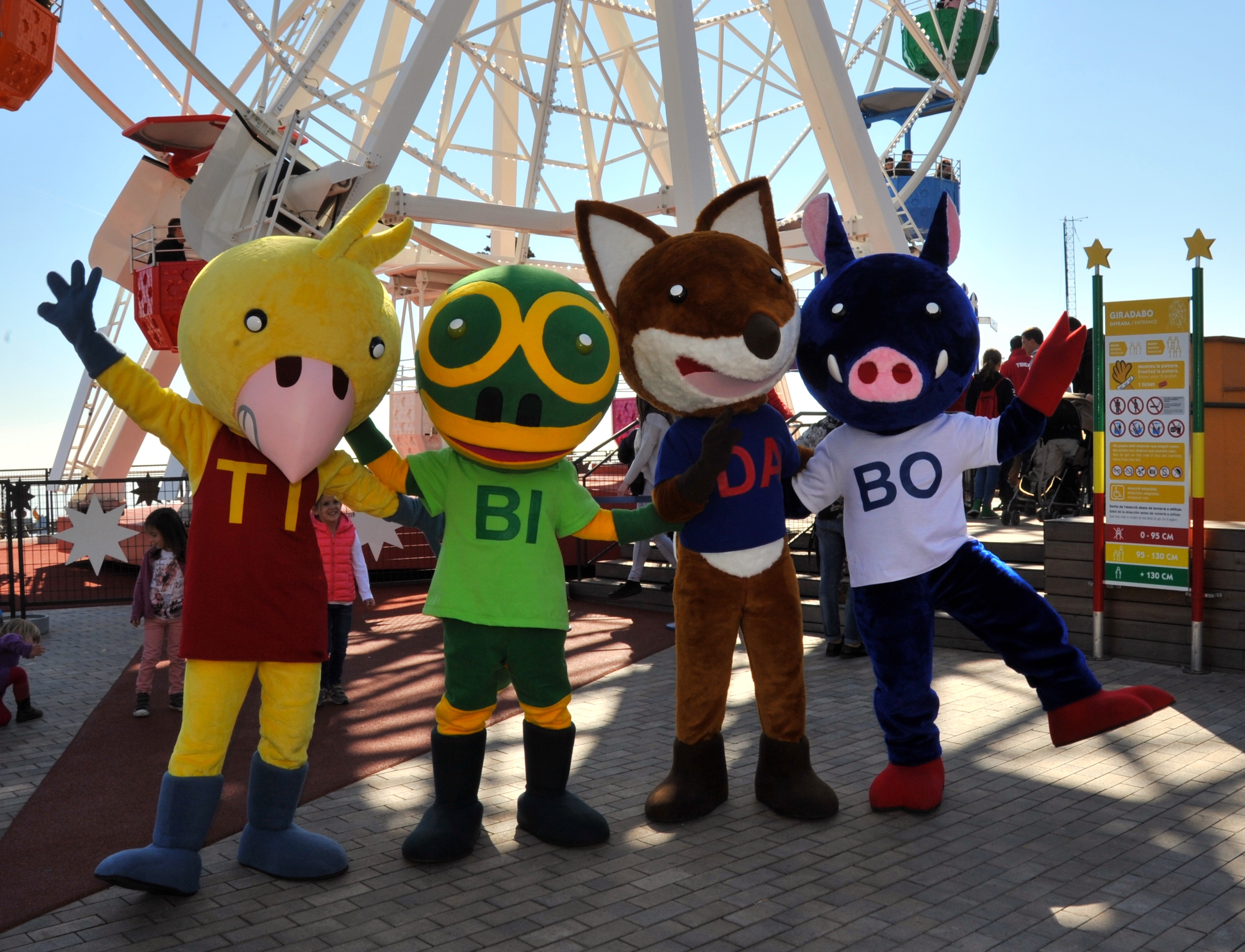
Les mascotes del parc

Des del any 2015, el parc va crear quatre mascotes aprofitant les síl·labes que componen el seu nom. Així trobem a Ti-Bi-Da-i-Bo. L'autor de les mascotes es el dibuixant David Ramírez, que va guanyar el concurs realitzat l'any anterior i que va ser impulsat per Unicef.
Ti és un ocell de la raça oriol, groc amb samarreta vermella, dues plomes al cap que fan de serrell i un gran bec. Porta el seu nom estampat en lletres grogues en el pit de la roba.
Bi és un llangardaix o salamandra de color verd amb llavis i contorn d'ulls de color groc i samarreta també de color verd més clar destacant en verd fosc el seu nom en el frontal.
Da és una guineu de pelatge marró i detalls blancs com el pit, les orelles o el musell. Vestida amb samarreta blava i el seu nom estampat en vermell.
I per acabar, Bo és un porc senglar de color blau amb orelles i musell rosats amb dos ullals blancs i guants vermells. Va amb samarreta blanca i el seu nom estampat en blau en el pit.
Treballen junts o per separat per que es respectin els drets dels nens mentre animen l'estància de les persones que s'acosten al parc.
En diferents punts de venta del parc es poden trobar nombrosos objectes corporatius amb la seva imatge així com peluixos.
Abans de les mascotes, s'utilitzava per a aquest fi la imatge de l'avió vermell que corona el cim del parc. Encara és present en el logotip oficial del parc. Va ser durant molts anys l'equivalent que feien servir com a mascota, el qual també tenia molts productes a la venda com clauers, peluixos i la seva imatge estampada en diferents objectes.

## Atraccions desaparegudes

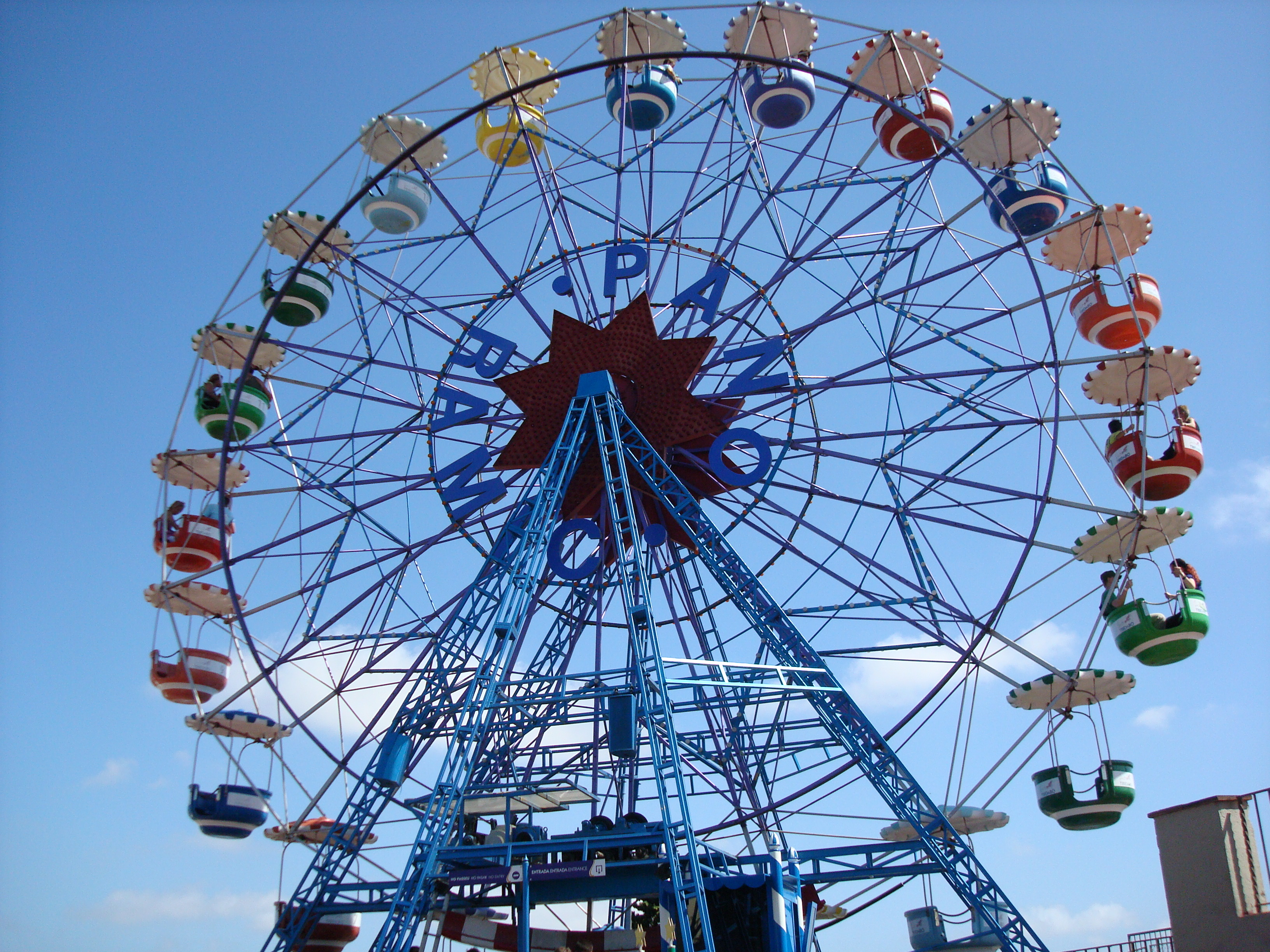
El Panoràmic oferia unes vistes excepcionals de Barcelona i la seva perifèria

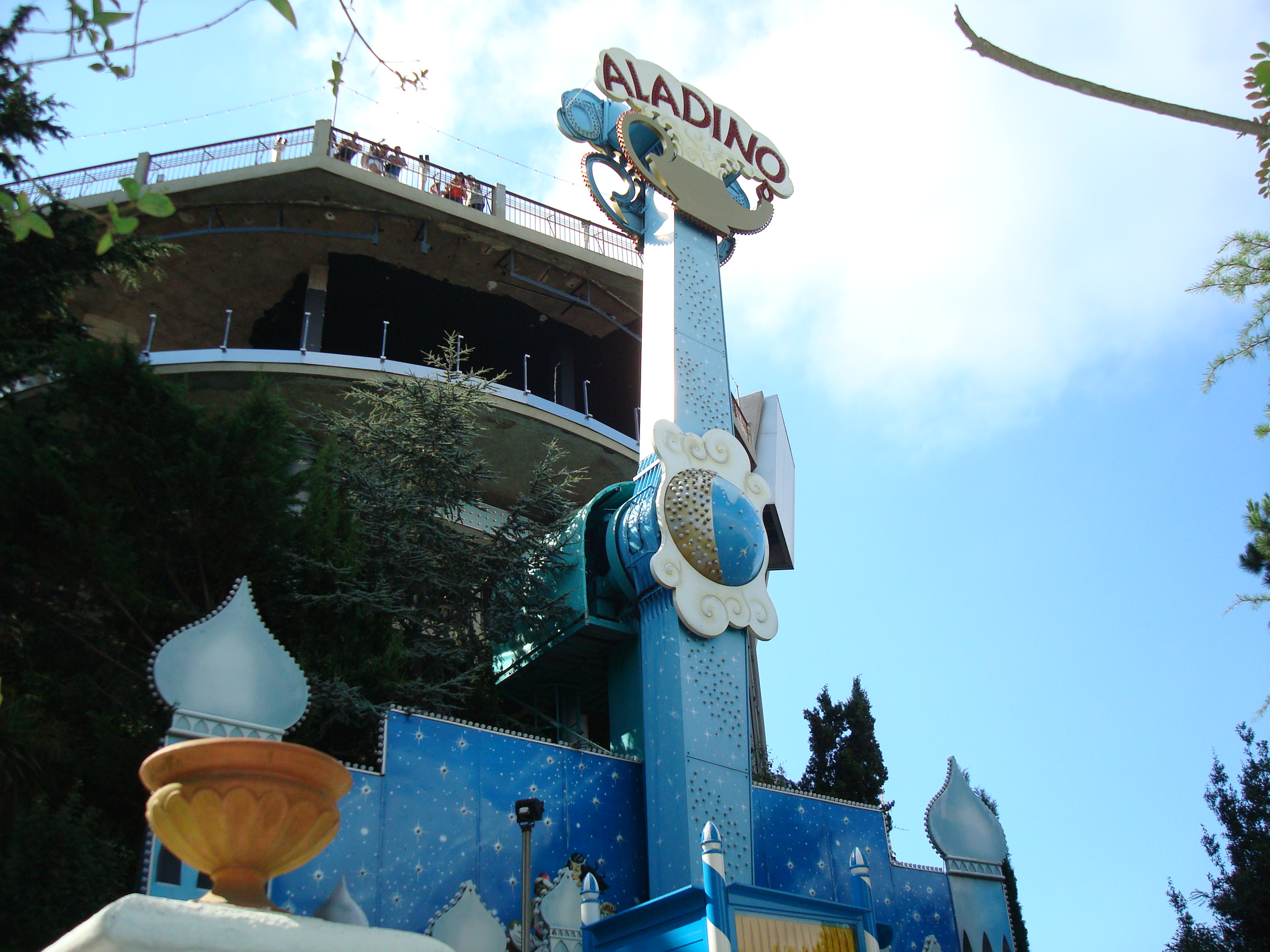
Aladino, desaparegut el 2009, estava situat al nivell 2 del recinte

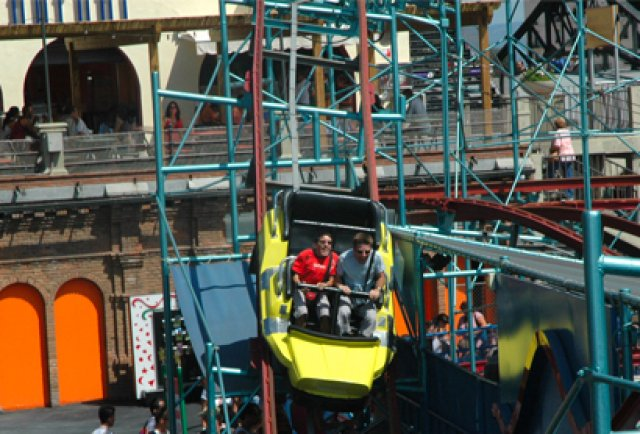
Antiga muntanya russa (1961 - gener del 2009)

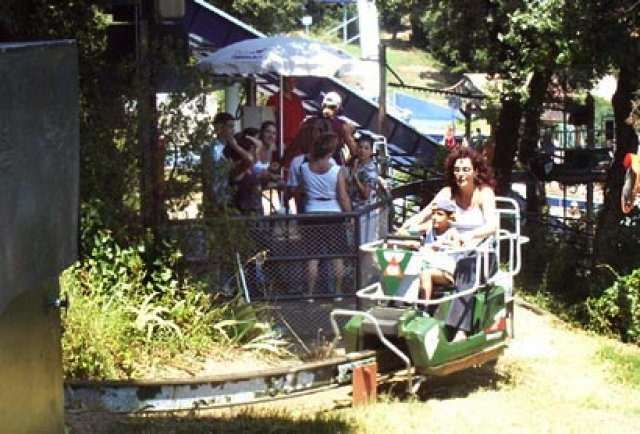
Transmòbil: aquest remolcador permetia ascendir des del nivell 1 al 6; fou desmantellat el 2008

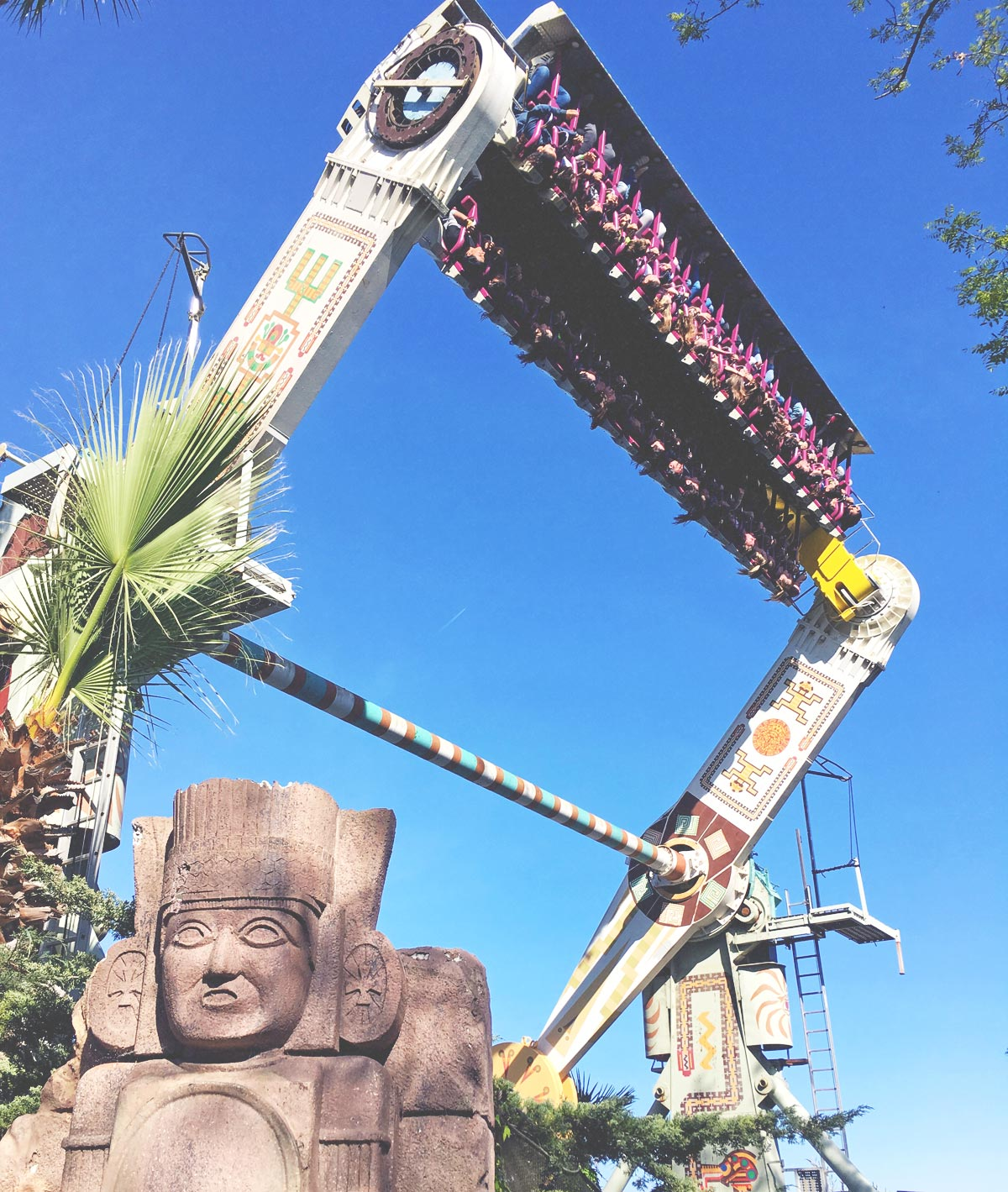
L'Hurakan, desmantellat el 2021

### Panoràmic
Era una roda de fira, o sínia, que va ser construïda el 1983, substituint la inaugurada el 1962 que, al seu torn, ja havia pres el relleu a la primera, datada del 1953. Amb 20 compartiments de colors diferents, enllaçaven al centre formant una estrella de 8 puntes on hi apareixia el nom de l'atracció. Va ser desmantellada l'any 2010 per a ser substituïda el 2014 pel Giradabo.

### PNDØL
Inaugurat l'agost del 2006, el Pèndol era un braç articulat de 38 metres d'alçada amb capacitat de quatre persones per viatge que assolia una velocitat de 100 quilòmetres per hora en menys de 3 segons, sent el primer d'aquest tipus instal·lat a Espanya. El 17 de juliol del 2010 el braç articulat de l'atracció va cedir causant la mort d'una noia de 15 anys i que tres dels acompanyants de l'atracció resultessin ferits. És el primer i únic accident mortal d'aquest parc d'atraccions. L'endemà de l'accident el Parc va tancar el recinte en senyal de dol.
La investigació judicial va comprovar que l'ancoratge de l'atracció es trobava en mal estat, ja que els cargols d'aquest estaven tan oxidats que es van trencar de soca-rel.

### Aladino
Ha donat pas als llits elàstics.

### Castell Misteriós
Ha donat pas al Castell dels contes.

### Antiga muntanya russa
Inaugurada en 1961 i reformada en 1992 va ser una muntanya russa de la companyia Zyklon, va ser retirada al gener de 2009 per antiguitat, la seva ubicació es a l'actualitat la Plaça dels Somnis, un lloc on es fan múltiples espectacles i esdeveniments durant tot el any.

### Transmòbil
El Transmòbil, un remolcador que permetia ascendir des del nivell 1 al 6. Fou desmantellat el 2008 per construir la actual muntanya russa que fa un recorregut per en mig del bosc.

### Hurakan
L'Hurakan era una plataforma amb una capacitat de 40 persones que realitzava un seguit de girs de fins a 360° i caigudes en picat amb fortes acceleracions fins a tres vegades superiors a la força de la gravetat, gràcies a que contava amb un potent motor elèctric de 160 quilowatts. L'atracció va estar decorada amb elements de la civilització asteca i ambientada en una zona tropical. Va ser inaugurat el 1992 per l'empresa alemanya Huss, que el comercialitzava amb el nom de Top Spin, i va costar 200 milions de pessetes (1.202.024 €).
Va ser desmantellat al novembre de 2021 per tenir grans despeses de reparacions degut a les constants averies que venien succeint des de fa anys.
A la seva ubicació s'hi ha projectat la construcció d'uns llits elàstics per infants i adults.

## Visitants
Visitants en milers de persones

## Com arribar-hi

### Transport públic
| Itinerari Turístic |                             |              |                        |            |      |
| Procedència        |                             | Tramvia Blau |                        | Destinació |      |
|                    | Estació d'Avinguda Tibidabo | Tramvia Blau | Funicular del Tibidabo | Parc       | Parc |

| Itinerari Tibibus |                         |                        |                        |  |
| Procedència       |                         | Destinació             |                        |  |
| Plaça Kennedy     | Autobús directe Tibibus | Funicular del Tibidabo | Funicular del Tibidabo |  |

| Itinerari per Vallvidrera |                              |                          |                    |            |      |
| Procedència               |                              |                          |                    | Destinació |      |
|                           | Estació de Peu del Funicular | Funicular de Vallvidrera | Línia 111 Tibidabo | Parc       | Parc |

#### Tibibus
Hi ha dues línies d'autobusos gestionades per Transports Ciutat Comtal i l'Entitat Metropolitana del Transport que uneixen la ciutat de Barcelona amb el Parc d'Atraccions. Només són operatives els dies en què tot el Parc és obert.
- Línia T2C: a partir de les 10:15, sortides cada 20 minuts des de Plaça Kennedy.
- Línia T2B: a partir de les 10:15, sortides cada 20 minuts des de davant del parking de Sant Genís (a la Vall d'Hebron).

### Transport privat
- Via Augusta a Carretera de Vallvidrera.
- Carrer de Balmes a Avinguda Tibidabo.
- Carretera de l'Arrabassada.

## Galeria d'imatges

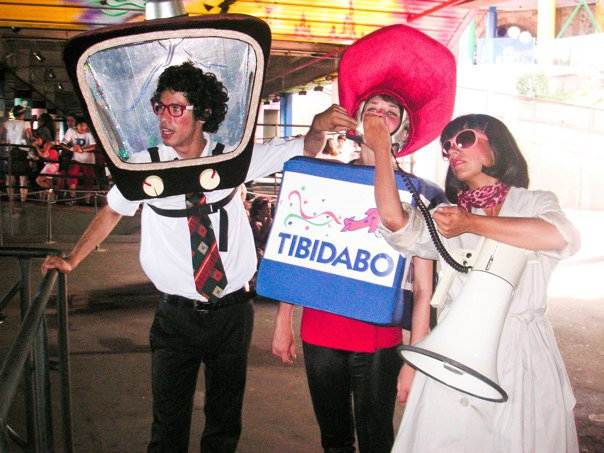
Servei d'animació ambulant
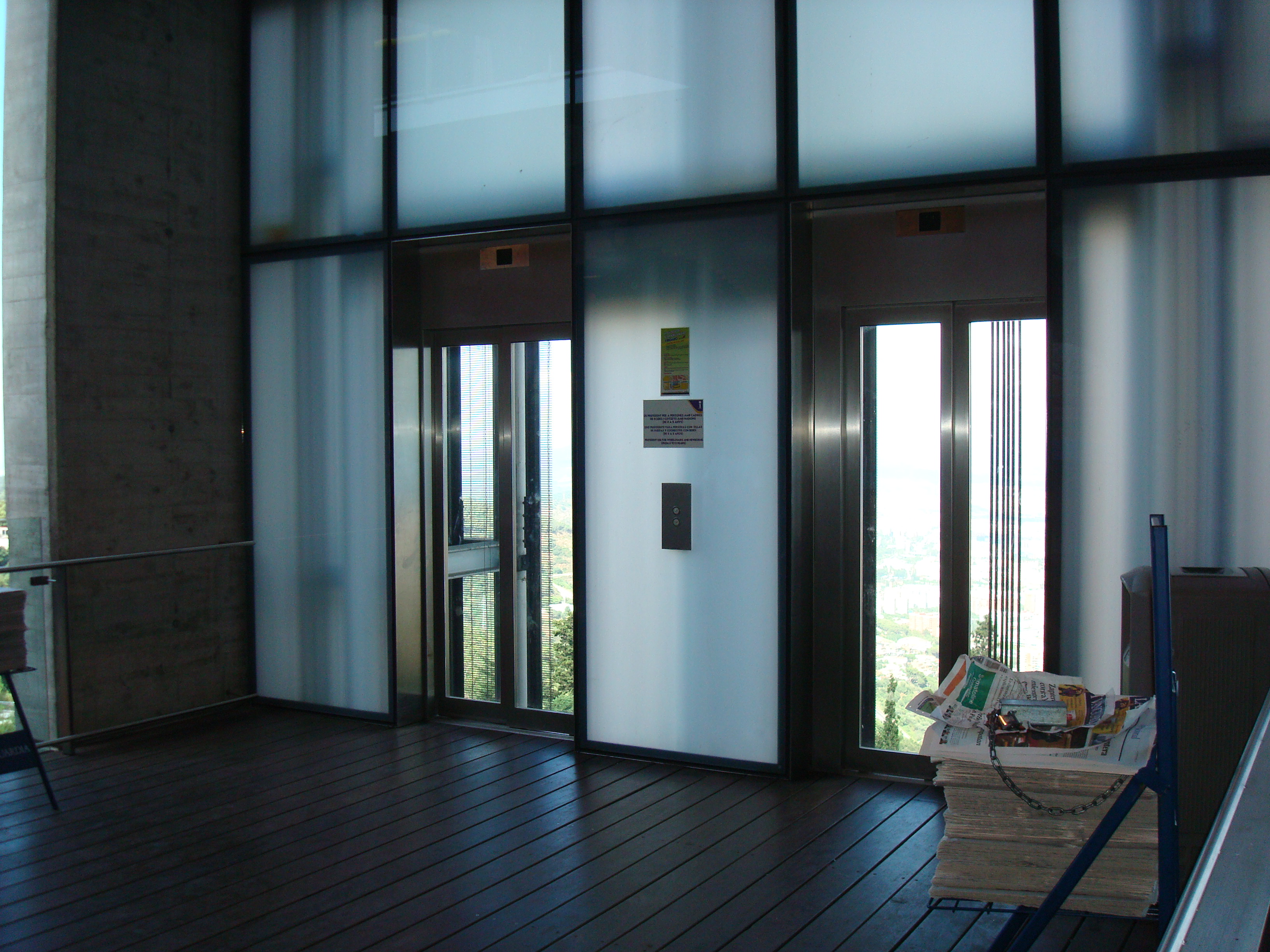
Ascensors panoràmics del parc
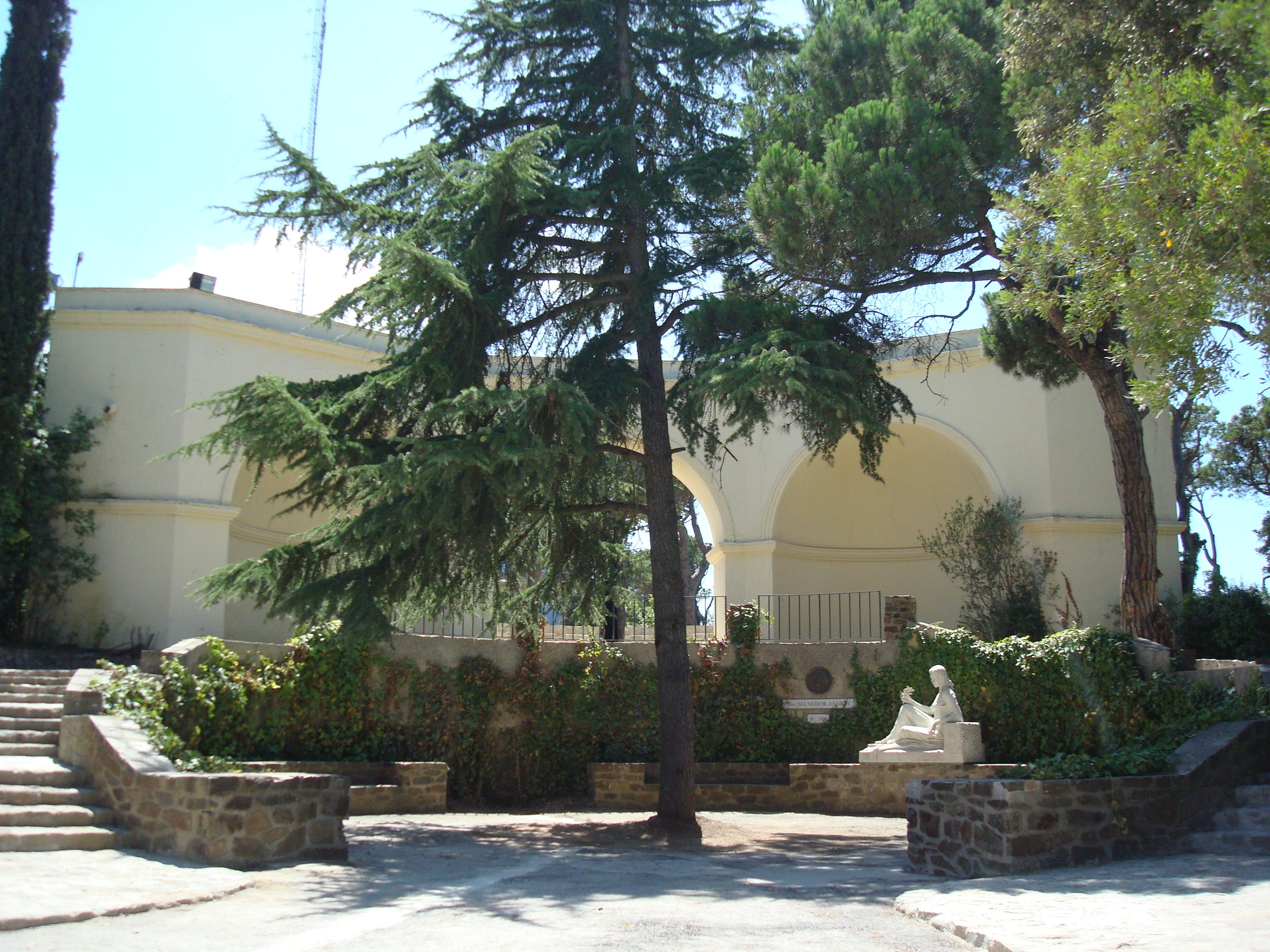
Racó on es troba l'escultura de Maria Llimona i l'efígie de Salvador Andreu; al darrere se situa el Teatre del Cel
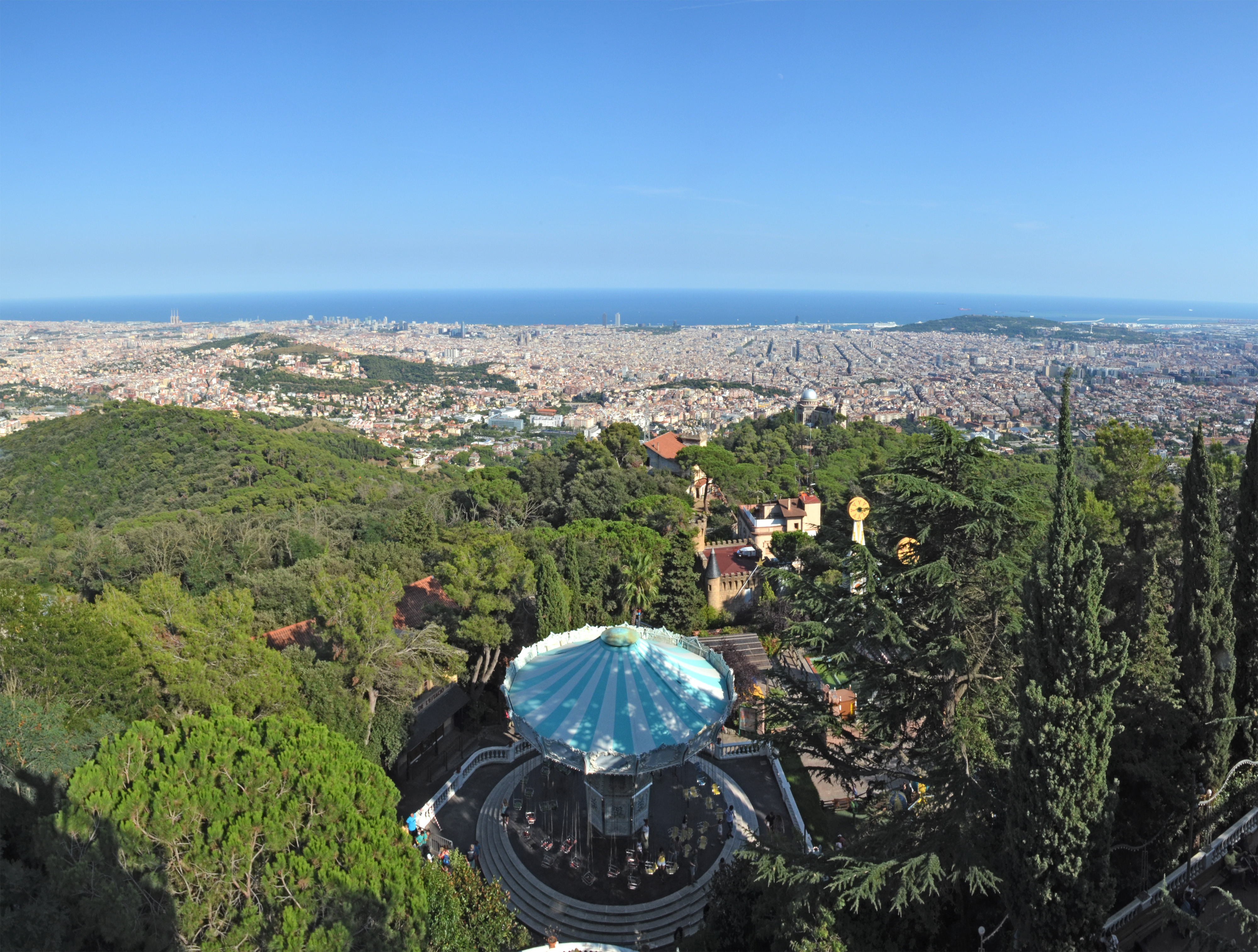
Panoràmica des del mirador
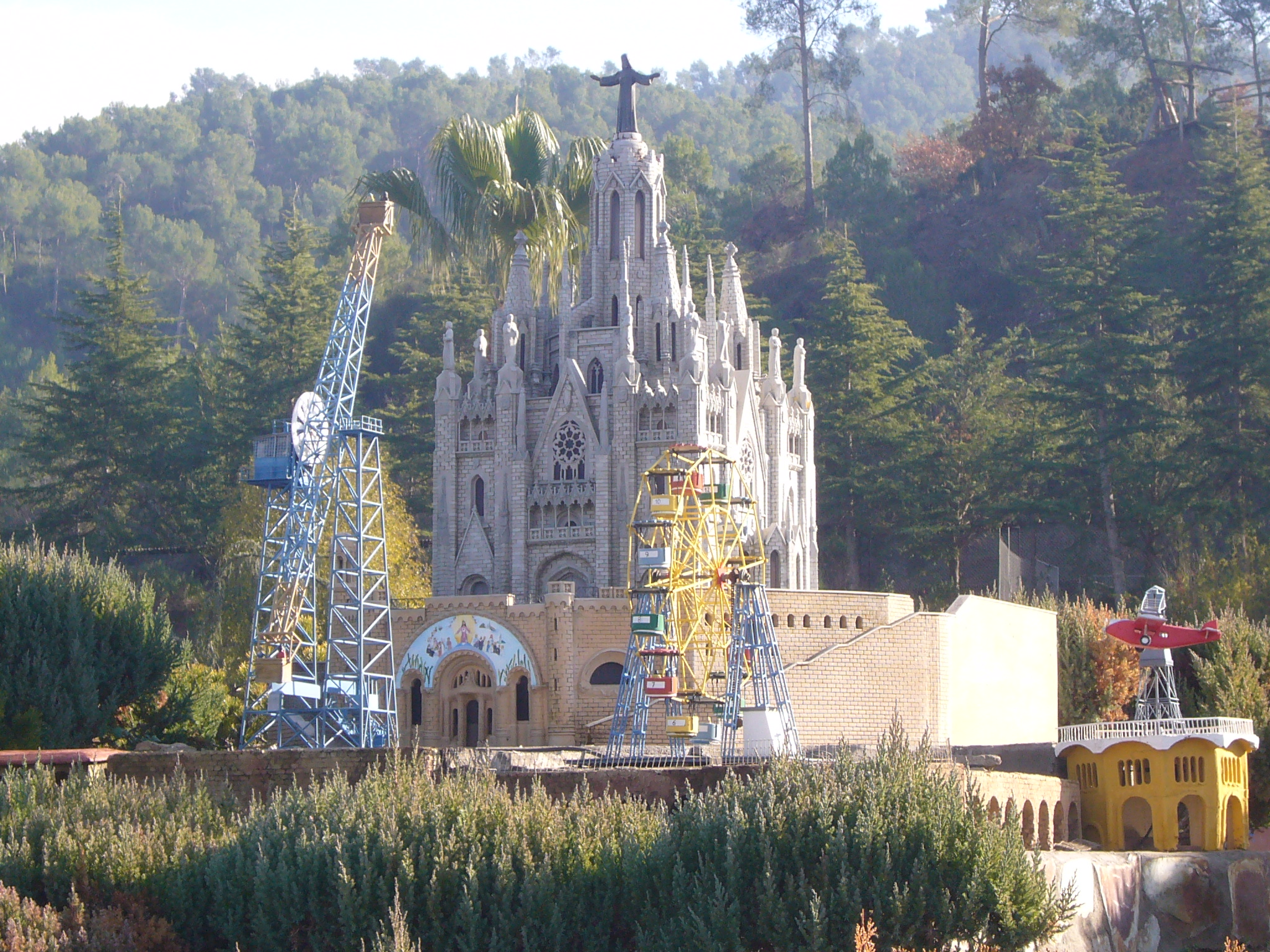
Maqueta del parc, a Catalunya en Miniatura